# パナソニック ドラマシアター 水戸黄門の登場人物一覧
水戸黄門の登場人物一覧（みとこうもんのとうじょうじんぶついちらん）
本項では、TBSテレビとその系列局の『パナソニック ドラマシアター』とその前身である『ナショナル劇場』（2008年6月まで）で放送されたテレビ時代劇『水戸黄門』と水戸黄門外伝 かげろう忍法帖及びBS-TBS版の登場人物と配役について記載する。
芸名は放送当時のものを表示しているため、現在と異なる場合がある。

## 主演
役名はいずれも水戸光圀（徳川光圀）。
- 初代：東野英治郎（第1部 - 第13部、映画）
- 2代目：西村晃（第14部 - 第21部）
- 3代目：佐野浅夫（第22部 - 第28部、かげろう忍法帖）[1]
- 4代目：石坂浩二（第29部 - 第30部）
- 5代目：里見浩太朗（第31部 - 第38部・第39部 - 第43部・2015年スペシャル）
- 6代目：武田鉄矢（BS-TBS版）

## 主要人物
- 佐々木助三郎
  - 初代：杉良太郎（第1部 - 第2部）
  - 2代目：里見浩太朗（第3部 - 第17部、映画）
  - 3代目：あおい輝彦（第18部 - 第28部、かげろう忍法帖）
  - 4代目：岸本祐二（第29部 - 第31部）
  - 5代目：原田龍二（第32部 - 第41部、2015年スペシャル）
  - 6代目：東幹久（第42部 - 第43部、最終回スペシャル）
  - 7代目：財木琢磨（BS-TBS版）
- 渥美格之進
  - 初代：横内正（第1部 - 第8部）
  - 2代目：大和田伸也（第9部 - 第13部、映画）
  - 3代目：伊吹吾朗[2]（第14部 - 第28部、かげろう忍法帖）
  - 4代目：山田純大（第29部 - 第31部）
  - 5代目：合田雅吏（第32部 - 第41部、2015年スペシャル）
  - 6代目：的場浩司（第42部 - 43部、最終回スペシャル）
  - 7代目：荒井敦史（BS-TBS版）
- 風車の弥七
  - 初代：中谷一郎（第1部 - 第27部、映画、1000回記念スペシャル）
  - 2代目：内藤剛志（第37部 - 第43部、最終回スペシャル、2015年スペシャル）
  - 3代目：津田寛治（BS-TBS版）
- うっかり八兵衛：高橋元太郎（第2部 - 第28部、映画、かげろう忍法帖、1000回記念スペシャル、第40部、最終回スペシャル）
- 霞のお新：宮園純子（第3部 - 第8部、第12部 - 第14部、第17部 - 第26部、1000回記念スペシャル）
- 佐々木（小野塚）志乃：山口いづみ（第9部 - 第17部）、大村彩子（最終回スペシャル）
- かげろうお銀：由美かおる（第16部 - 第28部、かげろう忍法帖）
- 煙の又平：せんだみつお（第16部 - 第17部、かげろう忍法帖）
- 柘植の飛猿：野村将希（第17部 - 第28部、かげろう忍法帖、1000回記念スペシャル、最終回スペシャル、2015年スペシャル）
- おるい：加賀まりこ（第29部 - 第30部）
- 疾風のお娟 → お娟：由美かおる（第29部 - 第42部、最終回スペシャル）
- せん：清水あすか（第29部 - 第30部）
- みつ：児玉百合香（第29部 - 第30部）
- ひで：尾上彩（第29部 - 第30部）
- 素破の次郎坊：コロッケ（第29部 - 第30部、1000回記念スペシャル）
- 八重：岩崎加根子（第31部 - 第37部）
- 風の鬼若：照英（第31部 - 第37部）
- アキ：斉藤晶（第31部 - 第37部）
- よろず屋の千太：三波豊和（第33部 - 第35部、ナショナル劇場50周年記念特別企画スペシャル）
- おけらの新助：松井天斗（第36部 - 第39部）
- ちゃっかり八兵衛 → 八兵衛：林家三平（第40部 - 第43部、最終回スペシャル、2015年スペシャル）
- 楓：雛形あきこ[3]（第42部 - 第43部、最終回スペシャル）
- 田代詩乃：篠田麻里子（BS-TBS版）

## 主要人物の関係者
- 渥美（旧姓：沢田）深雪：岩井友見（第1部 - 第4部、第6部）、藤谷美紀（最終回スペシャル）（第7部以降は登場しないが存在そのものが消滅したのは格之進役が伊吹吾郎に代わった第14部からである、第43部最終話の翌週に放送された最終回スペシャルで役が復活した）
- 沢田主計（深雪の父）：和田昌也（第1部）
- 佐々木静枝：三益愛子（第2部）、池内淳子（第34部 - 第39部）、山口いづみ（最終回スペシャル）
- 野ぶすまの仁平（お新の父）：市川小太夫（第3部）
- 小野塚兵衛（志乃の父）：水島道太郎（第9部）
- 小野塚新九郎（志乃の従兄弟）：和田浩治（第14部）
- 小野塚絹（新九郎の妻）：本阿弥周子（第14部）
- 小野塚八郎（志乃の従兄で助三郎の親友）：森次晃嗣（第16部）
- 梟の左源太（弥七の甥）：三浦浩一（第13部）
- 渥美格之助：長良俊一（第4部）、岡本崇（第6部）
- 渥美多加：高峰三枝子（第14部、第18部）
- お滝：江東美紀（第14部）
- 喜八：栗田芳廣（第16部）
- あけみ：友直子（第16部）
- 喜平次：小林昭二（第16部）
- 藤林無門（お銀の祖父）：佐野浅夫（第16部、かげろう忍法帖）[4]
- 名張の翔：京本政樹（第24部、かげろう忍法帖）
- 伽羅：中野みゆき（かげろう忍法帖）
- 蛍：はねだえりか（かげろう忍法帖）
- 朧：鈴木奈穂（かげろう忍法帖）
- 茜：吉井丈絵（かげろう忍法帖）
- 梓：彩木優花（かげろう忍法帖）
- 楓：稲村友紀（かげろう忍法帖）
- 繭：浅井星光（かげろう忍法帖）
- 薊：久保田香織（かげろう忍法帖）
- 胡蝶：細川ふみえ（かげろう忍法帖）
- 桔梗：杉本彩（かげろう忍法帖）
- 夢女：蜷川有紀（かげろう忍法帖）
- 花火の又八（又平の弟）：せんだみつお（かげろう忍法帖）
- 横笛の小太郎：中村芝翫（かげろう忍法帖）
- 卍の弥太平：左とん平（かげろう忍法帖）
- 三方屋清左衛門：米倉斉加年（第29部）
- 若杉権之丞：入川保則（第30部）
- 鳴神の夜叉王丸（アキの叔父）：山口馬木也（第31部 - 第37部）
- 柘植の幻斉（アキの父方の祖父）：本郷功次郎（第31部）、寺田農（第33部）
- 半右衛門（アキの母方の祖父）：綿引勝彦（第37部）
- およう（アキの母）：古柴香織（第31部）、有沢比呂子（第33部）
- お梅（弥七の娘）：馬渕英里何（1000回記念スペシャル）
- 加代（八重の娘）：佐藤友紀（第32部）
- 芳次郎（八重の娘婿）：岡野進一郎（32部）
- 明芳院（光圀の姉／前田綱紀の母）：淡島千景（第32部、第36部）
- 坂口美加：咲嬉（第34部 - 第37部）
- 権太（新助の父）：魁三太郎（第36部）
- おかつ（新助の母）：重田千穂子（第36部）
- 安五郎（新助の家の居候）：桜金造（第36部）
- 清因尼（光圀の妹）：長内美那子（第38部）
- 臥雲坊（弥七の兄弟弟子）：高知東生（第40部）
- 佐々木美加：須藤温子（第41部）
- 佐々木平右衛門：市川左團次（第42部）
- 翁屋与右衛門（お娟の夫）：前川清（第42部）
- 藤兵衛（楓の父）：九十九一（第42部）
- 安積厳兵衛（格之進の義父）：横内正（最終回スペシャル）
- お恋：高部あい（2015年スペシャル）
- お雪：佃井皆美（2015年スペシャル）
- 田代小十郎（詩乃の夫）：山口馬木也（BS-TBS版）

## 幕府・各藩の人物・公家
役名にリンクのある人物は歴史上、実在した人物である。

### 幕府
- 徳川家康：大滝秀治（第43部）[5]

- 徳川綱吉：武内亨（第1部）、清川新吾（第2部 - 第3部、第5部）、江原真二郎（第8部）、浜畑賢吉（第10部）、長谷川哲夫（第13部 - 第15部、第17部 - 第28部）、堤大二郎（第29部 - 第32部、1000回記念スペシャル、第33部 - 第35部、ナショナル劇場50周年記念特別企画スペシャル、第37部 - 第38部）、中村繁之（第39部 - 第41部）、風間トオル（第42部 - 第43部、最終回スペシャル）、植草克秀（2015年スペシャル）
- 桂昌院：月丘夢路（第1部）、桜むつ子（第2部）、白木万理（第29部）、大空眞弓（ナショナル劇場50周年記念スペシャル）、岩崎加根子（第39部 - 第41部）
- お伝の方：あらいすみれ（第29部）、坪井木の実（第38部）
- 信子の方：飯島順子（第38部）
- お京の方：飯沼千恵子（第38部）
- 徳川松：佐藤江梨子（第32部）
- 柳沢吉保：山形勲（第1部 - 第3部、第14部 - 第15部、第17部 - 第18部）、橋爪淳（第29部 - 第31部、1000回記念スペシャル、第33部 - 第35部、ナショナル劇場50周年特別企画記念スペシャル、第38部）、石橋蓮司（第39部 - 第41部、第43部、最終回スペシャル）、田中健（2015年スペシャル）、袴田吉彦（BS-TBS版）
- 阿部正武：永田光男（第1部）、有馬昌彦（第4部）・・・劇中では阿部下総守、志摩靖彦（第5部）、坂口祐三郎（第11部）、？（第29部）、有川博（第31部）、大竹修造（第42部）・・・劇中では阿部豊後守。
- 大久保忠朝：原聖四郎（第3部）、黒川弥太郎（第10部）、加賀邦男（第13部）、岸本功（第28部）、？（第29部）、近藤正臣（第42部）・・・劇中では大久保加賀守。
- 堀田正俊：永井秀明（第20部 - 第24部）・・・劇中では堀田正則、久賀大雅（第29部）
- 土屋政直：川浪公次郎（第28部）、小野寺昭（第42部）・・・劇中では土屋相模守。
- 堀内由紀：榊浩子（第1部）
- 阿部丹後守：中村錦司（第2部）
- 調姫：古城門昌美（第2部）
- 本間弥左衛門：志摩靖彦（第2部）
- 若菜：三浦徳子（第2部）
- 友野義右衛門：加藤嘉（第2部）
- 友野きわ：望月真理子（第2部）
- 浜田鉄之進：島田順司（第3部）
- 大川内左内：矢奈木邦二郎（第3部）
- 大川内みの：金井由美（第3部）
- 高林くみ：真屋順子（第3部）
- 坂田河内守：幸田宗丸（第4部）
- 中山直守：那須伸太朗（第4部）・・・劇中では中山勘解由。
- 中山源三郎：大塚国夫（第4部）
- 伊奈忠篤：水島道太郎（第5部）、小笠原弘（第21部）・・・劇中では伊奈半左衛門。
- 駒井新八郎：穂高稔（第6部）
- 西島英輔：倉田保昭（第6部）
- 西島香織：牧れい（第6部）
- 駒井新八郎：穂高稔（第6部）
- 桜庭良庵：名和宏（第6部）
- 清水久左衛門：北沢彪（第7部）
- 清水ゆき：沢田亜矢子（第7部）
- 松島半弥：藤間文彦（第7部）
- 山本勘太夫：東大二朗（第7部）
- 尾高孝一郎：フランキー堺（第7部）
- 春日井：野際陽子（第8部）
- 杉坂阿矢：波乃久里子（第8部）
- 後藤三山：細川俊夫（9部）
- 土屋和泉守：伊吹吾郎（第10部）
- 土屋奈美：上村香子（第10部）
- 成瀬滝右衛門：永井秀明（第10部）
- 沢井刑部：永野達雄（第10部）
- 秋庭一平太：藤巻潤（第10部）
- 秋庭小太郎：前田晃一（第10部）
- 泉邦之助：村井國夫（第10部）
- 依田林之助：西園寺章雄（第10部）
- 織部新一郎：長谷川哲夫（第11部）
- 堀備後守：永井秀明（第13部）
- 荻原重秀：原田清人（第14部）・・・劇中では萩原安秀、東康平（第30部）、石田登星（第31部）
- 多々良甚太夫：永野達雄（第14部）
- 坂田彦十郎：田畑猛雄（第15部）
- 井川三左衛門：芦田伸介（第16部）
- 井川由紀：佳那晃子（第16部）
- 奥村根津之頭：玉生司朗（第17部）
- 野々村善吾：遠山金次郎（第17部）
- 山名新之助：波多野博（第17部）
- 望月玄馬：御木本伸介（第18部）
- 望月梢：三林京子（第18部）
- 望月小太郎：小日向範威（第18部）
- 多田豊後守：高野真二（第18部）
- 藤川：鮎川十糸子（第18部）
- 仁科右京：高桐真（第19部）
- 浜田鉄之進：谷口高史（第19部）
- 時田治三郎：伊吹剛（第19部）
- 時田あかね：浜田朱里（第19部）
- 松谷弘安：加賀邦男（第19部）
- 野路勝馬：藤沢徹衛（第19部）
- 吉村左近：横光克彦（第19部）
- 小笠原将監：早川雄三（第20部）
- 堀田玄庵：佐伯徹（第20部）
- 矢島剛輔：中野誠也（第20部）
- 近松十次郎：小早川進一（第20部）
- 瀬戸口市之進：荒木しげる（第21部）
- 瀬戸口志乃：三浦リカ（第21部）
- 瀬戸口政：大塚道子（第21部）
- 戸川：谷口香（第21部）
- 弥生：塚田きよみ（第21部）
- 白石礼次郎：誠直也（第22部）
- 白石勢津：浜田朱里（第22部）
- 大河原吉次郎：波田久夫（第22部）
- 妙鏡院：東恵美子（第22部）
- 春日井：高田美和（第22部）
- 竹内数馬：藤田哲也（第23部）
- 沖山采女：波田久夫（第23部）
- 佐久間庄次郎：五王四郎（第24部）
- 戸田高政：疋田泰盛（第24部）
- 川西庄三郎：石田信之（かげろう忍法帖）
- 小関哲之介：円谷浩（第25部）
- 小寺雄之助：江藤潤（第25部）
- 小寺りく：藤吉久美子（第25部）
- 小寺雄一郎：石野理央（第25部）
- 小寺かや：鳳八千代（第25部）
- 阿部監物：市川青虎（第25部）
- 小笠原大和：五十嵐義弘（第25部）
- 秋葉哲之進：谷口高史（第25部）
- 佐伯紋太夫：溝田繁（第25部）
- 間垣庄左衛門：水上保広（第27部）
- 間垣仁之介：辻輝猛（第27部）
- 山根喬之助：加山雄三（第28部）
- 山根静：由美かおる（第28部）
- 藤木玄庵：五王四郎（第28部）
- 田中新蔵：原口剛（第28部）
- 左文寺与市郎：舟木一夫（第28部）
- 松岡弾正：藤田宗久（第28部）
- 国井左近：篠塚勝（第29部）
- 本阿彌仁兵衛：中島誠之助（第29部）
- 深沢庄右衛門：中野誠也（第31部）
- 相沢外記：中丸新将（第31部）
- 北村和馬：川﨑麻世（第31部）
- 北村香織：若林志穂（第31部）
- 鏑木静馬：氷川きよし（第31部）
- 島田儀兵衛：藤堂新二（第31部）
- 島田小夜：小田茜（第31部）
- 米三：佐川満男（第31部）
- 田代庄五郎：荻島眞一（第32部）
- 服部半蔵：佐野浅夫（1000回記念スペシャル）
- 近藤徳用：伊吹吾郎（1000回記念スペシャル）・・・劇中では近藤登之助。
- 藤堂良直：中丸新将（第33部）・・・劇中では藤堂伊予守。
- 小田切直利：片岡愛之助（第33部）・・・劇中では小田切土佐守。
- 北条氏平：平岳大（第33部）・・・劇中では北条右京之介。
- 島之内清左衛門：西園寺章雄（第33部）
- 島之内清四郎：布施明（第33部）
- 島之内七重：冨樫真（第33部）
- 淡野肥前守：笹木俊志（第33部）
- 古頭拓馬：高杉瑞穂（第33部）
- 南野吉之助：片桐竜次（第33部）
- 島木平太：藤田哲也（第33部）
- 久保新兵衛：うえだ峻（第33部）
- 芳秋：大島宇三郎（第33部）
- 立岡左京之介：藤堂新二（第34部）
- 石動左近：石田信之（第36部）
- 浅井新兵衛：風間トオル（第37部）
- 浅井槙：渡辺梓（第37部）
- 浅井千加：中山心（第37部）
- 青木平四郎：江藤潤（第38部）
- 青木かよ：坂口良子（第38部）
- おもん：三原じゅん子（第38部）
- 滝川：十朱幸代（第38部）
- 梅津与五郎：桂文珍（第38部）
- 植木誠之助：大地黎（第38部）
- おそで：栗原亜紀子（第38部）
- 結城新三郎：岡本光太郎（第39部）
- 岸辺清左衛門：山本紀彦（第39部）
- 富田兵馬：鈴木博之（第39部）
- 鷲尾惣兵衛：大村健二（第40部）
- 松平源之助：中村雅俊（第41部）
- 風見広之進：真実一路（第41部）
- 多羅尾光忠：竹脇無我（第42部）
- 丹羽采女正：油井昌由樹（第42部）
- 寺岡数馬：：高杉一穂（第42部）
- 桑畑清十郎：喜多村緑郎（第43部）
- 桑畑みち：酒井美紀（第43部）
- 桑畑逸平：佐藤光将（第43部）
- 桑畑はな：渡邉このみ（第43部）
- 松岡左馬之介：堤大二郎（第43部）
- 松岡こま：熊田聖亜（第43部）
- 鷲山平五郎：中丸新将（第43部）
- 片野平九郎：大和田伸也（最終回スペシャル）

### 各藩の主要人物
蝦夷地
松前藩
- 松前高広：水上保広（7部）
- 松前矩広：？（4部）、羽柴誠（34部）
- 仙波要介：村井國夫（4部）
- 島村湧水：林隆三（34部）
- 市原新兵衛：藤田哲也（34部）
- 安永大三郎：西村匡生（34部）
- 安永梢：林美穂（34部）
- 日下重蔵：片桐竜次（34部）
- 日下千十郎：佐伯大輔（34部）

陸奥国
弘前藩
- 津軽信政：小笠原良知（2部）…劇中では津軽宗高、神山寛（7部）…劇中では津軽利直、武内亨（11部、14部）、水澤心吾（30部）、津川竜（40部）
- 津軽晴義：水野純一（27部）
- 津軽政之進：影丸茂樹（40部）
- 津軽咲：たかね吹々己（27部）
- 寿千代：竜小太郎（25部）
- 松樹丸：川名浩介（25部）
- 竹丸：山本愉和（27部）
- お稲の方：香山美子（25部）
- お万の方：津島令子（27部）
- 堀越栄二郎：中村敦夫（2部）
- 堀越新之丞：村井國夫（2部）
- 堀越菊枝：伊藤榮子（2部）
- 上田仁左衛門：松本克平（4部）
- 寺崎兵馬：和崎俊哉（11部）
- 沢木数馬：和田浩治（11部）
- 徳兵衛：土屋嘉男（11部）
- 美山進之丞：佐藤允（11部）
- 美山晴之介：上屋健一（11部）
- 安藤庄左衛門：江並隆（20部）
- 相良四郎衛門：滝田裕介（25部）
- 幡谷荘之助：畠山久（25部）
- 楠野省二郎：竜川剛（25部）
- 筧透馬：高橋弘志（25部）
- しのぶ：小松裕奈（25部）
- 禅小尼：水野久美（27部）
- 大垣兵衛門：坂本長利（27部）
- 影山惣衛門：波田久夫（27部）
- 浅香織部：唐沢民賢（34部）
- 深田左馬之助：風間トオル（40部）
- 杉浦平四郎：加藤久雅（40部）

八戸藩
- 南部直房：加納竜（14部）、西園寺章雄（20部）
- 南部直政：石黒英雄（BS-TBS版）
- 南部広信：中村竜三郎（4部）
- 霊松院：松坂慶子（BS-TBS版）
- 藤の方：菊池麻衣子（37部）
- 坂部塔十郎：水島道太郎（2部）
- 坂部ぬい：青柳三枝子（2部）
- 千坂和代：津島恵子（4部）
- 千坂隆太郎：青山隆一（4部）
- 関主水正：目黒祐樹（14部）
- 佐藤一蔵：谷口高史（25部）
- 立花市兵衛：山口崇（37部）
- 立花紅緒：岩崎ひろみ（37部）
- 大川新太郎：佐野泰臣（BS-TBS版）
- 上林十蔵：鈴木正幸（BS-TBS版）

盛岡藩
- 南部重直：佐伯徹（2部、14部）
- 南部重信：荻島眞一（14部）、中村芝翫（16部）、長谷川哲夫（37部）
- 南部行信：細川俊夫（4部）、大竹修造（30部）
- 八戸利戡：清郷流号（37部）…劇中では南部利戡。
- 南部鶴千代：倉田てつを（27部）
- 南部高：ジュディ・オング（9部）
- 田鶴：佐藤恵利（14部）
- 山岡大次郎：御木本伸介（2部）
- 山岡まき：川口敦子（2部）
- 笹丹波：水島道太郎（4部）
- 安井頼母：夏目俊二（4部）
- 奥村喜一郎：森次晃嗣（4部）
- 奥村綾乃：田代千鶴子（4部）
- 唐木十太夫：中山昭二（7部）
- 丹波五郎治：北村英三（7部）
- 厨川忠兵衛：佐々木孝丸（7部）
- 厨川たまき：榊原るみ（7部）
- 北沢兵馬：森次晃嗣（7部）
- 片瀬玄磧：中村錦司（7部）
- 繋十郎：西郷輝彦（7部）
- 北十左衛門：河津清三郎（9部）
- 南馬之介：土屋嘉男（9部）
- 柴田弥左衛門：水島道太郎（14部）
- 柴田弥太郎：坂口祐三郎（14部）
- 柴田由起：片山由香（14部）
- 毛馬内長次：村上冬樹（14部）…劇中では毛馬内九左衛門。
- 岩泉蔵人：土屋嘉男（14部）
- 早坂源八郎：小林尚臣（14部）
- 毛馬内大輔：竹脇無我（16部）
- 馬場八千代：貴倉良子（16部）
- 土屋和馬：水上保広（16部）
- 坂井田市右衛門：西山辰夫（20部）
- 迫間重信：田畑猛雄（24部）
- 笹岡清一郎：米山善吉（25部）
- 笹岡平次郎：若松俊秀（25部）
- 岩倉弥右衛門：長門裕之（25部）
- 岩倉栄二郎：新田純一（25部）
- 石毛主膳：入川保則（27部）
- 藤堂杢庵：徳田興人（27部）
- 広瀬太郎亮：南條豊（27部）
- 川崎要次郎：白井滋郎（30部）
- 川崎もん：一色采子（30部）
- 川崎勇太郎：田宮拓（30部）
- 川崎修次郎：森田直幸（30部）
- 大沢銀平郎：目黒祐樹（34部）
- 大沢はな：高松あい（34部）
- 島村頼母：西園寺章雄（34部）
- 渋川儀右衛門：川辺久造（34部）
- 貫井平九郎：寺門ジモン（37部）
- 貫井由紀：多岐川華子（37部）
- 衣笠十兵衛：片桐竜次（37部）
- 真崎翔之介：永島敏行（37部）
- 津久井忠三郎：新藤栄作（37部）
- 津久井志津：若林志穂（37部）
- 鵜飼平六：井上高志（40部）

一関藩
- 伊達宗勝：郡司良（第7部）・・・劇中では伊達兵部。
- 田村建顕：水上保広（第19部）、喜多村緑郎（BS-TBS版）
- 豊姫：北村理紗（第37部）
- 長篠の局：高林由紀子（第37部）
- 鶴：鈴木梨央（BS-TBS版）
- 山岸治郎右衛門：宇佐美淳（第4部）

仙台藩
- 伊達綱村：南條新太郎（3部）、中江一郎（7部）…劇中では伊達亀千代、武周暢（11部）、武内亨（20部）、草川祐馬（30部）
- 伊達吉村：伊庭剛（20部）…劇中では伊達藤次郎。
- 伊達宗重：宮本曠二朗（7部）…劇中では伊達安芸。
- 伊達宗成：波田久夫（16部）…劇中では伊達安房。
- 伊達村和：羽柴誠（30部）
- 三沢初子：香川桂子（7部）、楠田薫（9部）…劇中では浅岡の局。
- 下坂園江：谷口香（2部）
- 下坂数馬：小川真司（2部）
- 下積恭之介：吉田輝雄（2部）
- 津雲新之助：石山輝夫（2部）
- 片倉村長：不破潤（4部）、堀田貴裕（32部）、鷲生功（37部）…劇中では片倉小十郎。
- 木村啓之助：住吉正博（4部）
- お豊：清川虹子（4部）
- 大沢靫負：加賀邦男（4部）
- 雨宮七十郎：原田清人（4部）
- 早坂兵馬：ささきいさお（4部）
- 早坂奈津江：鮎川いずみ（4部）
- 杉山良以：北村英三（4部）
- 原田宗輔：吉田柳児（7部）…劇中では原田甲斐。
- 今村安長：青木義朗（7部）…劇中では今村善太夫。
- 鎌田権太夫：志摩靖彦（7部）
- 加曽我部主計：佐藤仁哉（9部）
- 加曽我部千代：西崎緑（9部）
- 枝川兵太郎：楠年明（9部）
- 西本源四郎：大和田伸也（11部）
- 西本綾：和泉雅子（11部）
- 西本小太郎：鈴木政晴（11部）
- 野中作左衛門：志摩靖彦（14部）
- 柴田玄斉：高松英郎（16部）
- 柴田美津：磯村みどり（16部）
- 柴田美和：未來貴子（16部）
- 亘理雄之進：潮哲也（16部）
- 坂井城太郎：磯部勉（16部）
- 高村京之介：小野武彦（16部）
- 高村小百合：仁科まり子（16部）
- 今中作右衛門：中丸忠雄（20部）
- 今中妙：永光基乃（20部）
- お藤：藤坂有希（20部）
- 藤波頼母：中島久之（24部）
- 藤波小太郎：中西勇太（24部）
- 小暮喜内：穂高稔（24部）
- 萩乃：三浦リカ（24部）
- 田村兵部：波田久夫（24部）
- 神崎平馬：若山騎一郎（25部）
- 小坂伴内：田中弘史（25部）
- 速水平蔵：緒形幹太（27部）
- 速水菊江：麻乃佳世（27部）
- 又部弥七郎：藤岡弘、（30部）
- 又部久枝：森ほさち（30部）
- 太田鉄之介：寺泉憲（32部）
- 太田市：柊瑠美（32部）
- 太田主税：田辺季正（32部）
- 太田律：木村舞香（32部）
- 太田隼人：小阪風真（32部）
- 太田花：木下百花（32部）
- 良江：島崎和歌子（32部）
- 黒川主膳：睦五朗（32部）
- 坂口主水：尾崎右宗（34部）
- 坂口美加：咲嬉（34-37部）
- 葛城市之進：飯田基祐（34部）
- 伊東孫兵衛：中野誠也（34部）
- 雪路：竹内都子（34部）
- 小山義太郎：寺泉憲（34部）
- 奥田万二郎：千昌夫（34部）
- 下河原与一郎：山田吾一（37部）
- 峯蔵：赤塚真人（37部）
- 佐久間鹿之介：溝呂木賢（37部）
- 望月誠四郎：猪狩賢二（40部）
- 山西頼母：須藤正裕（BS-TBS版）
- 山西数馬：生島翔（BS-TBS版）
- 山西菊江：大塚千弘（BS-TBS版）
- 桜田雄次郎：葛山信吾（BS-TBS版）
- 桜田とね：星由里子（BS-TBS版）
- 原庄左衛門：西山清孝（BS-TBS版）
- 奥田主計：高橋長英（BS-TBS版）
- 戸川宗右衛門：宅麻伸（BS-TBS版）

会津藩
- 松平正容：勝呂誉（4部）…劇中では松平正保、入川保則（11部）、森繁久彌（14部）、石田信之（22部）
- 松平夕：松坂慶子（7部）
- 堀川甲斐：市川男女之助（2部）
- 伊藤次助：舟橋元（2部）
- 本多左馬之介：村井國夫（7部）
- 寺川作右衛門：中村錦司（7部）
- 大友玄馬：穂高稔（11部）
- 大島与太夫：浜田寅彦（14部）
- 岩瀬将監：庄司永建（14部）
- 黒川孫兵衛：大坂志郎（14部）
- 桜井吉弥：北大路欣也（14部）
- 蒲生百合：神崎愛（14部）
- 柳瀬頼母：西山辰夫（16部）
- 友松伊右衛門：加賀邦男（20部）
- 稲垣左門：大橋吾郎（22部）
- 稲垣香織：生田智子（22部）
- 稲垣万亀：大塚道子（22部）
- 沖藤玄蕃：松本朝生（22部）
- 松中彦左衛門：入江正徳（25部）
- 萱野三郎兵衛：小林勝彦（29部）
- 葛西準一郎：太川陽介（29部）
- 飯田作之進：勝野洋（34部）
- 飯田巴：吉野紗香（34部）
- 菅谷新八郎：坂上忍（40部）
- 菅谷由枝：坂本真衣（40部）
- 菅谷芳太郎：清水優哉（40部）
- 根本平之助：向井恭介（40部）
- 根本里江：堀ひろこ（40部）

相馬中村藩
- 相馬昌胤：篠塚勝（かげろう忍法帖）、中島久之（34部）
- 坪田三左衛門：堀雄二（9部）
- 坪田ゆう：奈美悦子（9部）
- 樋口新之介：沖田浩之（19部）
- 泉田左衛門：溝田繁（19部）
- 柿沼文右衛門：根上淳（かげろう忍法帖）
- 柿沼菊乃：深山凛（かげろう忍法帖）
- 月岡慎吾：加藤純平（かげろう忍法帖）
- 野坂忠吾：功刀明（かげろう忍法帖）
- 沼田帯刀：中本賢（BS-TBS版）
- 半谷休閑：竜雷太（BS-TBS版）…劇中では半谷仁左衛門。
- 半谷彩：小島梨里杏（BS-TBS版）
- 左馬：中村隼人（BS-TBS版）

福島藩
- 堀田正仲：松原光二（4部）
- 虎千代：丸谷剛士（7部）
- 綾：仁科亜季子（7部）
- 照：志穂美悦子（14部）
- 室田弥平次：井上孝雄（2部）
- 有村伊兵衛：木村功（4部）
- 有村律：川口敦子（4部）
- 有村粂太郎：津山栄一（4部）
- 大久保大三郎：志垣太郎（7部）
- 河村外記：堀雄二（7部）
- 尾上：上月晃（7部）
- 津上源八郎：原田清人（7部）
- 大矢掃部：庄司永建（14部）
- 田淵宗兵衛：原田清人（20部）
- 潮田数馬：田中実（24部）
- 潮田智恵乃：上村香子（24部）
- 伊能勘解由：小笠原良知（24部）

二本松藩
- 丹羽長次：中吉卓郎（25部）
- 丹羽長之：石田信之（16部）
- 萩尾：安井裕美（16部）
- 妙：遥くらら（11部）
- 内藤源三郎：和田浩治（11部）
- 大矢主馬：小栗一也（11部）
- 工藤兵助：久賀大雅（11部）
- 内藤四郎兵衛：溝田繁（14部）
- 相川りえ：松坂慶子（14部）
- 巽新治郞：伊吹剛（16部）
- 巽千鳥：賀田裕子（16部）
- 有賀進之助：竹脇無我（25部）
- 有賀織江：大塚良重（25部）
- 富倉主計：近藤洋介（25部）
- 富倉美緒：有沢康子（25部）
- 滝川勝正：佐竹明夫（25部）
- 榎本弥左衛門：佐竹明夫（32部）
- 大滝玄蕃：峰蘭太郎（40部）

三春藩
- 秋田輝季：川浪公次郎（25部）
- お時の方：田中由美子（34部）
- 向坂保馬：中村芝翫（19部）
- 向坂常：萬代峰子（19部）
- 向坂由：丸山真歩（19部）
- 相良準之助：夏夕介（19部）
- 瀬島勘解由：溝田繁（24部）

棚倉藩
- 太田資晴：早川純一（2部）
- 滝口裕之進：岡崎二朗（2部）
- 皆川主膳：宇佐美淳（2部）
- 皆川小夜：喜多川美佳（2部）

白河藩
- 松平直矩：坂口祐三郎（2部）、阪本浩之（29部）
- 別所縫之助：新田昌玄（1部）
- 別所妙：山本陽子（1部）
- 杉森救女：永田光男（4部）
- 小島与右衛門：西村晃（16部）
- 田岡京之介：寺泉憲（22部）
- 田岡りく：日高澄子（22部）
- 兵藤右近：大出俊（22部）
- 兵藤梢：福家美峰（22部）
- 松浦九太夫：松本朝生（25部）
- 松浦新之助：藤井裕士（25部）
- 大貫はつ：愛禾みさ（25部）
- 種田勘五郎：若林豪（29部）
- 石神勘五郎：井上茂（32部）

守山藩
- 松平沙耶：笹峯愛（27部）
- 沖田五郎左衛門：栗塚旭（27部）

磐城平藩
- 内藤義孝：峰祐介（13部）、花柳寿楽（19部）
- 菊原平太：東千代之介（1部）
- 菊原志乃：岩崎加根子（1部）
- 岡崎十左衛門：平田昭彦（9部）
- 浅香新之丞：西郷輝彦（9部）
- 浅香うめ：月丘千秋（9部）
- 松田なつ：吉沢京子（9部）
- 笠井敬之介：西郷輝彦（19部）
- 平井甚左衛門：庄司永建（19部）
- 波路：山本みどり（19部）
- 若月誠四郎：嘉島典俊（32部）
- 瀬戸清左衛門：滝田裕介（32部）
- 村上和高：堀内正美（32部）
- 藤代清右衛門：鈴木瑞穂（34部）

泉藩
- 内藤政親：柳生博（4部）、永野典勝（42部）
- 川村加奈：亀井光代（4部）
- 吉村兵庫：夏八木勲（4部）
- 野田忠兵衛：高桐真（19部）
- 笠井伸之助：島英臣（27部）
- 笠井由紀：美栞了（27部）
- 笠井松太郎：塩賀純平（27部）
- 佐久間治兵衛：芝本正（27部）

出羽国
久保田藩
- 佐竹義処：武内亨（7部）、黒川弥太郎（9部）、佐原健二（14部）、剣持伴紀（16部）
- 佐竹義格：高橋元太郎（20部）
- 佐竹鶴丸：松本正樹（9部）
- 照：鮎川いずみ（1部）
- お百合の方：桃山みつる（9部）
- 陣野嘉門：十朱久雄（1部）
- 永山掃部：松本克平（2部）
- 水野内記：村上冬樹（2部）
- 水野八重：上村香子（2部）
- 篠田左馬之助：長谷川明男（2部）
- 田中善太夫：村居京之輔（2部）
- 柏木三左衛門：森源太郎（2部）
- 川村棋一郎：村井國夫（4部）
- 川村聡治郎：志垣太郎（4部）
- 川村さき：毛利菊枝（4部）
- 三木文之進：高橋長英（4部）
- 三木加津：大塚道子（4部）
- 弥生兵庫之助：東大二朗（7部）
- 佐藤小四郎：大友柳太朗（7部）
- 五十嵐篤馬：内藤武敏（7部）
- 塚本菊：松原智恵子（9部）
- 塚本庄太郎：佐久間良（9部）
- 小野寺義通：溝田繁（14部）
- 戸田重成：飯沼慧（14部）
- 一瀬但馬：勝部演之（14部）
- 片桐彦次郎：五十嵐義弘（14部）
- 大山正継：国一太郎（14部）
- 川辺源左衛門：伊沢一郎（16部）
- 河合洋之助：伊吹剛（20部）
- 吉田幸一郎：荒木しげる（24部）
- 吉田八重：丸山真歩（24部）
- 高桑重次郎：伊吹剛（24部）
- 金杉内膳：庄司永建（24部）
- 稲村志乃：南田洋子（25部）
- 稲村小四郎：宍戸マサル（25部）
- 稲村佐恵：中原果南（25部）
- 八木原多岐：水野久美（25部）
- 八木原精吾：篠塚勝（25部）
- 八木原琴路：寺田千穂（25部）
- 都築掃門：玉川伊佐男（25部）
- 戸村義連：溝田繁（27部）…劇中では戸村十太夫。
- 保坂一平：沖田浩之（27部）
- 保坂菊絵：牛尾田恭代（27部）
- 渋江宗右衛門：佐竹明夫（27部）
- 神崎幸庵：織本順吉（30部）
- 武田龍之進：江藤潤（34部）
- 隠岐采女正：田口計（40部）
- 堀伝兵衛：水上保広（40部）

亀田藩
- 岩城宣隆：有馬昌彦（16部）
- 岩城鶴：大沢逸美（16部）
- 寺坂弥太郎：本郷功次郎（1部）
- 寺坂縫：珠めぐみ（1部）
- 板倉重次：永井秀和（16部）

本荘藩
- 六郷政晴：高橋元太郎（11部）、石井浩司（27部）
- 田宮喜次郎：森次晃嗣（11部）
- 田宮雪絵：早瀬久美（11部）
- 塩村市兵衛：加藤武（25部）
- 塩村市太郎：八神辰之介（25部）
- 鯵坂常之助：工藤堅太郎（27部）
- 堀川修理：田畑猛雄（27部）
- 池田兵左衛門：菅野菜保之（40部）
- 池田千鶴：早瀬英里奈（40部）

庄内藩
- 酒井忠義：峰祐介（7部）、大竹修造（19部）
- 酒井忠真：細川俊夫（11部）、山内賢（16部）、夏原諒（40部）
- 酒井忠温：水上保広（14部）
- 酒井雪：吉野真弓（19部）
- 翆光院：水谷八重子（32部）
- 酒井密：黒川智花（40部）
- お八重の方：朝比奈順子（19部）
- 清川綾：磯村みどり（7部）
- 清川慶之助：岡本崇（7部）
- 石原外記：水島道太郎（11部）
- 浜中弥右衛門：有馬昌彦（11部）
- 浜中弥太郎：あおい輝彦（11部）
- 笹谷孫右衛門：大山克巳（19部）
- 笹谷久美：丸山ひでみ（19部）
- 真木新之介：藤堂新二（19部）
- 道庵：和田昌也（19部）
- 長田了庵：ケーシー高峰（20部）
- 長田絹：山崎美貴（20部）
- 磯村半之丞：江藤潤（24部）
- 磯村梢：大塚良重（24部）
- 磯村新之助：大竹修造（24部）
- 磯村紗恵：河西あきら（24部）
- 鷲神外記：土屋嘉男（27部）
- 鷲神伸之介：てらそままさき（27部）
- 鷲神元之丞：鼓太郎（27部）
- 小春：山吹恭子（32部）
- 千夏：岳美（32部）
- 小杉喜兵衛：沼田爆（34部）
- 小杉清之助：比留間由哲（34部）
- 佐知：おおたにまいこ（40部）
- 山脇市之丞：伊庭剛（BS-TBS版）
- 山脇初音：相楽樹（BS-TBS版）
- 山脇伸吾：加部亜門（BS-TBS版）

出羽松山藩
- 酒井忠予：柳生博（第7部）
- 石川兵庫：有馬昌彦（第7部）

新庄藩
- 田上伊織：永野達雄（2部）
- 大蔵三左衛門：永田光男（14部）
- 岡林多聞：原田清人（16部）
- 坂上六右衛門：児玉謙次（25部）
- 相坂彦右衛門：伊藤孝雄（34部）
- 石戸松代：南田洋子（34部）
- 石戸京之助：朝倉一（34部）
- 石戸藤馬：大口兼悟（34部）
- 石戸紀伊：中原果南（34部）

山形藩
- 松平忠雅：片山右京（32部）
- 早川惣十郎：長谷川哲夫（2部）
- 早川静：松原智恵子（2部）
- 坂上安馬：荒木しげる（20部）
- 坂上ふさ：萬代峰子（20部）
- 坂上あや：伊藤美由紀（20部）
- 時枝彦右衛門：藤田宗久（40部）
- 時枝美雪：西田ひかる（40部）
- 小谷平作：宮川一朗太（40部）

米沢藩
- 上杉綱憲：柳生博（4部）、坂口祐三郎（7部）
- 上杉吉憲：長谷川哲夫（11部）、石原良純（24部）…劇中では上杉勝千代。
- 藤の方：長井槇子（40部）
- 秋山次郎右衛門：村上冬樹（4部）
- 秋山袖：宇津宮雅代（4部）
- 沢本数之進：伊吹吾郎（4部）
- 塩川庄右衛門：島田秀雄（11部）
- 塩川清右衛門：大月正太郎（11部）
- 塩沢はつ：月丘千秋（11部）
- 塩沢ちえ：五大路子（11部）
- 町田左近：御木本伸介（14部）
- 梶浦菊馬：伊吹剛（14部）
- 梶浦園：水沢アキ（14部）
- 梶浦政：萬代峰子（14部）
- 甲田玄一郎：御木本伸介（19部）
- 甲田弥生：橋本美加子（19部）
- 直江新左衛門：佐竹明夫（24部）
- 長谷庄二郎：夏夕介（24部）
- 匝庵：西郷輝彦（24部）
- 朝倉長門：山口崇（24部）
- 甲賀三郎次：松山政路（24部）
- 蓮照尼：山口いづみ（24部）
- 淵野且馬：横内正（24部）
- 香西織部：里見浩太朗（24部）
- 深雪：杉本彩（24部）
- 原田織部：滝田裕介（40部）

天童藩
- 奥田昌能：早川純一（4部）
- 織田信年：勝呂誉（7部）
- 吉田大八郎：村井國夫（7部）
- 吉田香：宇津宮雅代（7部）
- 吉田辻：初井言榮（7部）
- 上島団五郎：渡辺哲（27部）
- 松平宗弘：神山繁（34部）
- 松平こう：天童よしみ（34部）

越後国
村上藩
- 仙波彦兵衛：芝本正（19部）
- 仙波兵馬：川野太郎（19部）
- 三枝嘉門：有川博（33部）

新発田藩
- 溝口重雄：南條新太郎（4部）、江並隆（19部）
- 溝口重元：伊吹吾朗（19部）
- 溝口鈴千代：蓮浩二（7部）
- 溝口大助：松井丈士（19部）
- お雪の方：町田祥子（7部）
- お葉の方：中島ゆたか（19部）
- 八重樫保右衛門：北沢彪（4部）
- 山科兵之助：松野健一
- 矢内清之進：和田浩治（7部）
- お妙：林靖子（7部）
- 長瀬丹波：根上淳（19部）
- 長瀬美鈴：千野弘美（19部）
- 北掃部：芝本正（25部）
- 滝沢九右衛門：久賀大雅（25部）
- 滝沢十右衛門：市川左團次（25部）
- 滝沢八重：東龍子（25部）
- 片瀬志保：北林早苗（25部）
- 片瀬小一郎：松井誠（25部）
- 土屋源庵：竹本孝之（27部）
- 土屋くみ：八木さおり（27部）
- 土屋ゆき：岡本伊代（27部）
- 溝口内膳：原田清人（29部）
- 堀部武庸：伊東孝明（29部）…劇中では中山安兵衛。
- 長井弥五左衛門：磯部勉（29部）
- 長井きん：友里千賀子（29部）

与板藩
- 牧野康道：剣持伴紀（11部）
- 浅井喜兵衛：大山克巳（11部）
- 浅井美佐：上村香子（11部）
- 浅井清太郎：佐藤宏之（11部）
- 田島惣兵衛：高松英郎（14部）

越後長岡藩
- 牧野忠辰：西本裕行（4部）、桑原和生（33部）
- 牧野忠周：佐竹明夫（14部）
- 牧野勝三郎：円谷浩（24部）
- 岸庄左衛門：大山克巳（14部）
- 岸園江：安岡真智子（14部）
- 岸弥生：賀田裕子（14部）
- 小寺十次郎：白井滋郎（16部）
- 大槻左馬之助：高桐真（20部）
- 岩村市蔵：原田清人（20部）
- 河合強右衛門：玉川伊佐男（24部）
- 蓑浦次郎左：溝田繁（25部）
- 山本勘兵衛：石田太郎（33部）

高田藩
- 松平光長：村居京之輔（1部）、寺下貞信（25部）
- 稲葉正往：佐伯徹（4部）、那須伸太朗（7部）、武内亨（22部）、下塚誠（25部）、服部哲治（28部）、中村孝雄（29部）
- 稲葉大三郎：武井三二（22部）
- 稲葉和：黒川智花（37部）
- お万の方：小牧かやの（22部）
- 永見長良：高野真二（1部）…劇中では永見大蔵。
- 小栗正矩：鳴海剣吾（1部）…劇中では小栗美作。
- 片山吉頭：髙田次郎（1部）…劇中では片山主水。
- 新切新之助：伊吹吾郎（1部）
- 楓：磯野洋子（1部）
- 大隈帯刀：宇佐美淳（4部）
- 山田左膳：中丸忠雄（4部）
- 水谷茂十郎：五味龍太郎（4部）
- 田宮源人：河原崎次郎（4部）
- 村田重蔵：宮浩之（4部）
- 山崎与右衛門：藤尾純（7部）
- 山崎千代：春川ますみ（7部）
- 長野帯刀：安井昌二（9部）
- お梶：藤村志保（9部）
- お加代：島村佳江（9部）
- 矢部源九郎：倉石功（9部）
- 乾儀兵衛：永野達雄（14部）
- 友田千之介：永井秀和（14部）
- 真中彦四郎：竹脇無我（14部）
- 宇佐美勘解由：細川俊夫（14部）
- 宇佐美ちぐさ：仁和令子（14部）
- 小谷多三郎：横光克彦（19部）
- 小谷あや：大塚良重（19部）
- 小谷一之進：古原鉄平（19部）
- 内藤隼人正：高桐真（19部）
- 倉橋内膳：高城淳一（20部）
- 萩原喜兵衛：佐藤英夫（22部）
- 織部帯刀：高桐真（23部）
- 秋月庄太郎：浜畑賢吉（25部）
- 園部友右衛門：大木晤郎（25部）
- 園部新吾：神野登喜雄（25部）
- 園部綾：麻乃佳世（25部）
- 石堂播磨：田中弘史（25部）
- 細川春庵：小笠原良知（29部）
- 安田和之進：田中隆三（29部）
- 酒井文造：草見潤平（29部）
- 根川大蔵：森下哲夫（37部）
- 速水軍兵衛：石丸謙二郎（37部）
- 速水松乃：志乃原良子（37部）
- 関本又七郎：宮下直紀（37部）
- 長崎良庵：長谷川朝晴（42部）
- 早川京之進：金山一彦（42部）
- 早川きよ：入江若葉（42部）

糸魚川藩
- 有馬清純：石田信之（42部）
- 杉野井玄白：中条きよし（21部）
- 杉野井葉：山本ゆか里（21部）

越中国
富山藩
- 前田正甫：伊庭剛（かげろう忍法帖）、南條豊（25部）、石田信之（33部）、五宝孝一（40部）
- お美代：三林京子（19部）
- 清吉：谷口高史（19部）
- 結城新之丞：中条きよし（20部）
- 結城美里：東千晃（20部）
- 成瀬頼母：相馬剛三（20部）
- 北村堅吾：山内としお（20部）
- 沢井弥右衛門：高城淳一（かげろう忍法帖）
- 深田弥十郎：中田浩二（33部）
- 坂垣綾：藤あや子（36部）
- 立花恭之亮：冨家規政（40部）
- 立花茜：木内晶子（40部）
- 土井久左衛門：綿引勝彦（42部）
- 土井千之助：寺尾由布樹（42部）

加賀国
加賀藩
- 前田綱紀：水上保広（9部）、武内亨（映画）、加茂雅幹（20部）、小笠原弘（22部）、大竹修造（23部）、下塚誠（29部、32部）
- 前田吉徳：勝見和也（23部）…劇中では前田犬千代、平井優也（32部）、渡辺大（36部）…劇中では前田利久。
- 前田新之助：吉田安彦（映画）
- 前田松千代：児玉田美代（映画）
- 鶴千代：川並聖矢（32部）
- 前田篠：藤本美貴（42部）
- お百合の方：鮎川いずみ（映画）
- 深尾の方：舟倉由佑子（23部）
- お美代の方：日下由美（32部）
- 奥村三左衛門：美川陽一郎（5部）
- 奥村志津：宇津宮雅代（5部）
- 奥村作左衛門：三船敏郎（映画）
- 奥村由美：栗原小巻（映画）
- 奥村時成：波田久夫（21部）
- 奥村清左衛門：佐竹明夫（23部）
- 森誠一郎：溝口舜亮（5部）
- 森かね：毛利菊枝（5部）
- 川村多三郎：西岡徳馬（5部）
- 林久蔵：山村弘三（5部）
- 森下屋八左衛門：浜田寅彦（9部）
- 石川隼人：竹脇無我（映画）
- 鶴来源八郎：和田浩治（映画）
- 鶴来志保：山口いづみ（映画）
- 下曽根金三郎：東野英心（映画）
- 横山任風：永野達雄（16部）…劇中では横山英盛。
- 小坂七左衛門：玉川伊佐男（19部）
- 山内数馬：沖田さとし（19部）
- 山路武太夫：中村錦司（20部）
- 矢島嘉兵衛：御木本伸介（22部）
- 野田薗：水野美紀（22部）
- 笠井数馬：冨家規政（23部）
- 味岡采女：西園寺章雄（25部）
- 田川新左衛門：高岡健二（26部）
- 田村権左衛門：高津住男（29部）
- 沢田清五郎：平井真軌（32部）
- 沢田奈津：小西美帆（32部）
- 立花慎之介：草野康太（32部）
- 立花由里：北原佐和子（32部）
- 林田弥左衛門：神山繁（32部）
- 久野逸平：加藤大治郎（32部）
- 久野由紀：藤谷美紀（32部）
- 酒井忠八郎：山下規介（32部）
- 石田甚之助：西岡竜一朗（32部）
- 寺田兵次郎：伊庭剛（32部）
- 井坂源内：岡本光太郎（32部）
- 藤川主税：長谷川哲夫（36部）
- 黒鉄清兵衛：西郷輝彦（40部）
- 黒鉄香苗：姿晴香（40部）
- 仁木義太郎：萬雅之（40部）
- 仁木綾：楊原京子（40部）
- 室井彦右衛門：南原健朗（40部）
- 吉田安之進：田島俊弥（40部）
- 静市孫兵衛：滝田裕介（42部）
- 滝岡：田根楽子（42部）
- お兼：吉田エマ（42部）
- お染：悠木千帆（42部）

大聖寺藩
- 前田利直：武内亨（16部）、金田賢一（23部）、水上保広（かげろう忍法帖）
- 前田利昌：橋本和人（24部）
- 法泉院：松村康世（24部）
- 藤井秋乃：谷口香（7部）
- 藤井綾：杉田かおる（7部）
- 藤井一馬：岩永一陽（7部）
- 矢島監物：外山高士（12部）
- 浅井勇次郎：和田浩治（15部）
- 浅井奈津：松岡ふたみ（15部）
- 望月多聞：水上保広（22部）
- 望月志津：南條玲子（22部）
- 茂平：浜田寅彦（22部）
- 松谷園江：藤吉久美子（23部）
- 藤枝晋之介：石田信之（24部）
- 藤枝菊江：藤吉久美子（24部）
- 藤枝堅太郎：石野理央（24部）
- 榊勘左衛門：梅野泰靖（33部）

越前国
丸岡藩
- 竹松：福田七聖（42部）
- しのぶ：中原果南（42部）
- 波多野荘兵衛：高橋長英（42部）

越前勝山藩
- 小笠原貞信：志垣太郎（14部）
- 飯崎嘉一郎：森次晃嗣（9部）
- 飯崎いち：亀井光代（9部）
- 南条勝馬：原田清人（9部）

福井藩
- 松平昌親：夏目俊二（2部）
- 福：畠田理恵（23部）
- 綾：河西あきら（23部）
- お梅の方：一柳みる（23部）
- 横地武右衛門：北沢彪（2部）
- 広尾新次郎：竜崎勝（2部）
- 広尾織江：土田早苗（2部）
- 香取京之助：松川勉（2部）
- 稲葉源三郎：あおい輝彦（23部）
- 日吉弥左衛門：高城淳一（23部）
- 琴路：永光基乃（23部）

若狭国
敦賀藩…第42部では鞠山藩。
- 酒井忠稠：？（24部）
- 酒井忠菊：木村遼希（42部）
- 和千代：西田篤史（30部）
- 浦部頼母：高桐真（21部）
- 浅倉兵衛：安井昌二（30部）

小浜藩
- 酒井忠囿：加茂雅幹（18部）
- 田坂忠兵衛：中村敦夫（14部）
- 鵜島多三郎：森田健作（14部）
- 鵜島美里：長尾深雪（14部）
- 鵜島伝八郎：永野達雄（14部）
- 三原六右衛門：芝本正（18部）
- 春日井小左衛門：山口幸生（18部）
- 春日井小太郎：四方堂亘（18部）
- 神山将監：田畑猛雄（24部）
- 国光与右衛門：松本朝生（24部）
- 国光加代：大塚ちか（24部）
- 小田美佐：根本りつ子（24部）
- 小田晋之介：大竹修造（24部）
- 三田村清順：加山雄三（24部）
- 萩尾多門：西園寺章雄（24部）
- 萩尾千登勢：北原佐和子（24部）
- 片倉外記：佐藤雅夫（38部）

信濃国
松代藩
- 井沢清助：入江毅（27部）
- 井沢早苗：桜井明美（27部）
- 殿村三郎：前田耕陽（27部）
- 殿村久枝：伊藤榮子（27部）
- 千代：森永明日夏（27部）

上田藩
- 仙石政明：峰祐介（23部）、清川新吾（かげろう忍法帖）、小林勝彦（27部）
- 仙石妙：そめやゆきこ（27部）
- 宗方掃部：加山雄三（23部）
- 宗方藤尾：鈴鹿景子（23部）
- 宗方菊乃：五十嵐いづみ（23部）
- 相良荘太郎：沖田浩之（23部）
- 柴田民部：小笠原弘（23部）
- 鈴木将監：内藤武敏（かげろう忍法帖）
- 鈴木綾乃：日下由美（かげろう忍法帖）
- 三浦広之進：円谷浩（かげろう忍法帖）
- 垣崎与太夫：小鹿番（27部）
- 戸田尚之：森下哲夫（42部）

小諸藩
- 松平乗政：清川新吾（15部）…劇中では石川乗政。
- 松平乗紀：本宮泰風（32部）
- 亀松：松本伸也（15部）
- 鶴之助：岡田匡彦（15部）
- 木村新次郎：伊吹剛（15部）
- 木村志津：森田理恵（15部）
- 柿田七兵衛：沼田爆（32部）
- 柿田よし：志乃原良子（32部）
- 柿田七之助：三浦春馬（32部）
- 塚原軍太夫：草薙良一（32部）

松本藩
- 水野忠職：加茂雅幹（19部）
- 水野忠周：原聖四郎（7部）
- 脇田源左衛門：北沢彪（5部）
- 脇田小太郎：伊吹吾郎（5部）
- 梶井園：菊容子（5部）
- 武石碌左衛門：稲葉義男（7部）
- 沢新之丞：竹脇無我（7部）
- 沢たつ：風見章子（7部）
- 半井総一郎：森次晃嗣（7部）
- 半井しのぶ：紀比呂子（7部）
- 堀部主殿：西山辰夫（19部）
- 堀川源八郎：横光克彦（20部）
- 秦庄兵衛：須永克彦（かげろう忍法帖）
- 立山杉右衛門：左右田一平（28部）
- 大野監物：西沢利明（29部）
- 松宮小五郎：木下浩之（29部）
- 松宮志乃：日下由美（29部）
- 松宮太郎：平井亮裕（29部）

諏訪藩
- 諏訪忠晴：五十嵐義弘（15部）、石田信之（32部）
- 諏訪忠虎：峰祐介（9部）、荒木しげる（18部）
- 八重の方：久仁亮子（18部）
- 加来興四郎：天知茂（2部）
- 大熊嘉平次：永田光男（7部）
- 大熊小源太：東野英心（7部）
- 大熊せい：ジュディ・オング（7部）
- 石井帯刀：江並隆（12部）
- 柏木市之介：大和田伸也（12部）
- 柏木綾：石川さゆり（12部）
- 加々美千四郎：長谷川明男（15部）
- 加々美楓：東千晃（15部）
- 加々美小太郎：永井秀男（15部）
- 佐久間頼母：芦田伸介（17部）
- 佐久間多恵：多岐川裕美（17部）
- 秋山四郎助：冨家規政（17部）
- 吉本和馬：佐藤尚宏（17部）
- 結城新之助：西郷輝彦（18部）
- 志津：舟倉由佑子（18部）
- 友成頼母：波田久夫（かげろう忍法帖）
- 仙波主水：溝田繁（26部）
- 前川伊織：田中健（32部）
- 坂田伝右衛門：長門裕之（38部）
- 高岡左兵衛：北村明男（38部）
- 高岡美津世：水野久美（38部）
- 高岡清四郎：市瀬秀和（38部）
- 高岡若菜：高松あい（38部）

高遠藩
- 内藤清枚：中原弘三（1部）、太田博之（7部）…劇中では内藤右京、中村敦夫（10部）
- 内藤平八郎：金田賢一（19部）
- 鎌田新左衛門：中村竹弥（1部）
- 鎌田早苗：亀井光代（1部）
- 鎌田小太郎：大川淳（1部）
- 笠井市之助：坂口祐三郎（1部）
- 相沢幸十郎：波田久夫（1部）
- 谷口甚内：山村弘三（1部）
- 荻原俊八：楠年明（7部）
- 平山吉太郎：水上保広（19部）
- 平山弥生：日下由美（19部）
- 矢追真之助：荒木しげる（19部）
- 潮田多聞：大山克巳（20部）
- 小田慶一郎：中山仁（29部）
- 小田恭太郎：武井三二（29部）
- 小田里江：牛尾田恭代（29部）
- 杉村藤左衛門：秋野太作（29部）
- 杉村まさ：志乃原良子（29部）
- 片桐源左衛門：大鷹明良（42部）

信濃飯田藩
- 堀親常：伊庭剛（かげろう忍法帖）
- 藤岡兵馬：夏夕介（かげろう忍法帖）
- 高岡源内：長谷川明男（25部）
- 三枝敬之進：有川正治（25部）
- 額田三左衛門：大河内浩（38部）
- 額田勝乃：ひろみどり（38部）

飯山藩
- 井上準之助：竹脇無我（19部）
- 石丸矢太夫：江並隆（27部）
- 相良弘雲：和崎俊哉（27部）
- 相良市之介：土門廣（27部）
- 相良小夜：佐藤友紀（27部）

須坂藩
- 桂木忍：斉藤慶子（第15部）

甲斐国
甲府藩
- 徳川家宣：坂東京三郎（3部）、花柳寿楽（29部）、岡本竜汰（ナショナル劇場50周年スペシャル）、永井大（2015年スペシャル）…劇中では徳川綱豊。
- 堀平八郎：亀石征一郎（5部）
- 相沢伴助：武周暢（5部）
- 厚木七郎兵衛：犬塚弘（6部）
- 厚木あき：藤宏子（6部）
- 新見十兵衛：蜷川幸雄（6部）
- 伊藤数馬：入川保則（9部）
- 高山甚左衛門：加賀邦男（12部）
- 溝谷修理：永野達雄（17部）
- 青谷弘斉：高松英郎（17部）
- 青谷琴江：永光基乃（17部）
- 杉野三郎太：伊吹剛（17部）
- 白坂祐之進：中条きよし（23部）
- 村岡又二郎：武正忠明（23部）
- 小松原金吾：伊吹剛（23部）
- 小松原八重：深山凛（23部）
- 河村与四郎：川浪公次郎（24部）
- 新井白石：勝呂誉（ナショナル劇場50周年記念特別企画スペシャル）
- 五兵衛：松山政路（ナショナル劇場50周年記念スペシャル）
- 茜：酒井美紀（ナショナル劇場50周年特別企画記念スペシャル）
- 新田正信：沼田爆（ナショナル劇場50周年記念特別企画スペシャル）
- 水城仙右衛門：長谷川哲夫（ナショナル劇場50周年記念特別企画スペシャル）
- 村雨：伊藤榮子（ナショナル劇場50周年記念特別企画スペシャル）
- 田代一郎兵衛：秋野太作（2015年スペシャル）
- 神原三十郎：佐野圭亮（2015年スペシャル）
- 神原静：平山あや（2015年スペシャル）
- 渡辺直茂：小沢象（2015年スペシャル）

谷村藩
- 清野与吾平：多賀勝一（9部）

徳美藩
- 米倉政常：玉川伊佐男（18部）

上野国
前橋藩
- 酒井忠挙：那須伸太朗（1部）、朝倉一（37部）、渋谷哲平（42部）
- 吉田貞義：清郷流号（42部）
- 吉田貞晴：田中実（42部）
- 吉田美代：尾上紫（42部）
- 橋本胤通：榎木孝明（42部）
- 安井積山：ボブ佐久間（42部）

安中藩
- 田島掃部：西山辰夫（23部）
- 田代恭三郎：西川忠志（37部）
- 田代由紀：濱田万葉（37部）
- 田代うの：中尾ミエ（37部）

高崎藩
- 安藤重博：江藤潤（29部）
- 松平輝貞：高野真二（7部）、武内亨（15部）
- 横倉聞多：近藤洋介（4部）
- 滝田公一郎：蜷川幸雄（4部）
- 滝田忍：伊藤榮子（4部）
- 小栗新八郎：西郷輝彦（15部）
- 小栗秀：幾野道子（15部）
- 月岡十内：有川博（15部）
- 月岡園江：山本みどり（15部）
- 妹尾真之助：森次晃嗣（21部）
- 妹尾松江：丸山ひでみ（21部）
- 妹尾小太郎：勝見和也（21部）
- 有村笙三郎：伊吹剛（21部）
- 岸川一作：谷口高史（21部）
- 斎藤兵衛：滝田裕介（29部）
- 加納竺斉：原田清人（36部）

沼田藩
- 本多正永：高野真二（第4部）
- 小野十右衛門：野々村潔（第4部）
- 小野七重：大楠道代（第4部）
- 小向蔵人：新克利（第4部）
- 直助：長浜藤夫（第4部）

下野国
宇都宮藩
- 奥平昌能：水上保広（4部）
- 松平忠弘：宗方勝巳（14部）
- 奥平昌章：細川俊夫（12部）、加茂雅幹（18部）、水上保広（22部）
- 奥平昌成：竹内隆治（12部）
- 阿部正邦：峰祐介（11部）、水上保広（20部）
- 戸田忠世：市川男女之助（4部）
- 奥平昌国：新城邦彦（18部）
- 島三左衛門：稲葉義男（7部）
- 島幸乃：上村香子（7部）
- 森新之丞：和田浩治（7部）
- 沢木亮之介：永田光男（11部）
- 沢木数馬：和田浩治（11部）
- 篠田十蔵：岡田英次（11部）
- 上月和馬：和田浩治（12部）
- 佐嶋治兵衛：江並隆（16部）
- 妙：星野美恵子（17部）
- 結城新三郎：夏夕介（22部）
- 石堂主水之丞：村上幹夫（25部）
- 石堂小夜：松本友里（25部）
- 都築源太夫：疋田泰盛（25部）
- 都築采女：石橋保（25部）

佐野藩
- 堀田正高：森次晃嗣（18部）
- 松村彦兵衛：内藤武敏（9部）
- 松村たよ：佐野アツ子（9部）

喜連川藩
- 喜連川昭氏：沢向要士（30部）
- お玉：中村玉緒（30部）

烏山藩
- 板倉重矩：乃木年雄（7部）

足利藩
- 藤代次郎兵衛：西山辰夫（26部）

日光奉行
- 稲葉正能：西山辰夫（22部）…劇中では稲葉河内守。
- 山岡正純：小沢象（43部）
- 深見十蔵：Koji（36部）
- 峯田伊右衛門：寺田農（43部）
- 峯田琴江：木内晶子（43部）

常陸国
水戸藩
- 徳川綱條：入江慎也（1部）、柳生博（2部）、坂口祐三郎（6-7部、12-13部、19-20部）、島英臣（29部）、国広富之（37部、40部）
- 徳川吉孚：加賀爪清和（1部）、小川拓哉（37部）
- 中山信治：永田靖（1-4部）、中村竹弥（14部、16-17部）…水戸藩家老。劇中では中山備前守（もしくは中山備前）。
- 藤井徳昭：佐藤慶（1部）、大出俊（29部）、小倉一郎（43部）…水戸藩家老。劇中では藤井紋太夫。史実では光圀に殺害されている。
- 山野辺義堅：大友柳太朗（7部-13部）、高松英郎（19部-25部）、丹波哲郎（31部-35部）、長門裕之（39部-40部）…水戸藩家老（39部から元家老）。劇中では山野辺兵庫。
- 山野辺義清：永田光男（4部）…水戸藩家老。劇中では山辺主水正。
- 山野辺多江：藤田むつみ（31部、33部）
- 山野辺早月：磯山さやか（39部）
- 森田図書：水島道太郎（1部）
- 森田冴：姿美千子（1部）
- 沼沢喜八郎：原田清人（1部）
- 桑田市次郎：楠年明（1部）
- 木川靭負：前川良三（1部）
- 吉田七郎兵衛：古閑達則（1部）
- 武田図書：細川俊夫（4部）
- 武田浪路：山本陽子（4部）
- 山室軍兵衛：小栗一也（5部）
- 幡谷勘十郎：夏八木勲（6部）
- 幡谷しづ：上村香子（6部）
- 安田仁左衛門：久米明（6部）
- 三木之次：加賀邦男（9部）、五王四郎（31部）、佐藤浩（36部）…劇中では三木仁兵衛。
- 武佐：風見章子（9部）…劇中では三木律。
- 三木田鶴：五大路子（9部）
- 千鶴：森野恵（20部）
- 諸井朋斉：松本朝生（23部）
- 工藤栞：吉井丈絵（24部）
- 神谷絹江：彩木優花（24部）
- 内田松乃：稲村友紀（24部）
- 中山甚内：楠年明（27部）
- 井上玄桐：山本學（29部）、西川きよし（最終回スペシャル）
- 望月庄左衛門：沼田爆（29-30部）
- 山崎甚五郎：辻萬長（37部）
- 川田弥三郎：中野剛（37部）
- 佐野七兵衛：住吉正博（39部）
- 松田新兵衛：大木聡（40部）
- 友部彦三郎：南条好輝（42部）
- 戸祭謙吾：草野康太（43部）

笠間藩
- 三浦辰之助：伊吹吾郎（9部）
- 三浦松：文野朋子（9部）

土浦藩
- 土屋政直：川浪公次郎（28部）、小野寺昭（42部）
- 土屋昭直：志垣太郎（10部）
- 依田助太夫：永井秀明（10部）

下総国
古河藩
- 堀田正俊：永井秀明（20-24部）…劇中では堀田正則、久賀大雅（29部）
- 本多忠良：武内亨（4部）
- 小宮市之介：山本圭（4部）
- 小宮美保：金井由美（4部）
- 脇田堅吾：安井昌二（16部）
- 脇田美鈴：舟倉由祐子（16部）
- 三村要之介：辰馬伸（16部）
- 内藤主膳：鈴木瑞穂（16部）

佐倉藩
- 戸田忠昌：細川俊夫（11部）…劇中では戸田正忠、山根誠示（29部）
- 戸田忠真：永井秀明（15部）
- 成瀬修理：中村竹弥（11部）
- 秋元多三郎：伊吹吾郎（11部）
- 秋元美里：杉田景子（11部）
- 岡野兵馬：玉生司朗（11部）
- 伊助：遠山二郎（11部）
- 原田源三郎：泉好太郎（16部）
- 原田美里：山本みどり（16部）
- 谷口恭之進：遠山金次郎（16部）
- 西尾万之助：江見俊太郎（18部）

上総国
佐貫藩
- 柳沢吉保：山形勲（1-3部、14-15部、17-18部）、橋爪淳（29部-38部）、石橋蓮司（39-41部、43部-最終回スペシャル）、田中健（2015年スペシャル）、袴田吉彦（BS-TBS版）
- 柳沢吉里：?（1部）、平井優也（29部）
- 飯塚染子：八汐路佳子（3部）、西田有希（29部）
- 薮田重守：近藤洋介（29部）…劇中では薮田五郎左衛門。

大多喜藩
- 矢崎源九郎：御木本伸介（4部）

武蔵国
忍藩
- 阿部正武：永田光男（1部）、有馬昌彦（4部）…劇中では阿部下総守、志摩靖彦（5部）、坂口祐三郎（11部）、?（29部）、有川博（31部）、大竹修造（42部）
- 阿部正喬：中尾彬（4部）
- 鶴松：松井丈士（15部）
- お徳の方：木村俊恵（4部）
- 脇坂民部：市川男女之助（1部）
- 脇坂りく：八汐路圭子（1部）
- 脇坂綾：徳富晴子（1部）
- 坂上忠之：稲葉義男（4部）
- 坂上早苗：鮎川いずみ（4部）
- 堀江市之丞：森次晃嗣（11部）
- 堀江千勢：三林京子（11部）
- 堀江多喜：楠田薫（11部）
- 河野辺茂持：高桐真（23部）

岩槻藩
- 小笠原長重：遠藤剛（3部）、穂高稔（28部）
- 高畑勘解由：松本克平（11部）
- 高畑せつ：金沢碧（11部）
- 杉浦道之助：村井國夫（11部）
- 渡辺伴作：西岡徳馬（11部）
- 五平：伝法三千雄（11部）
- 甲坂市之進：水上保広（21部）
- 甲坂菊乃：山本みどり（21部）
- 甲坂小太郎：平田哲也（21部）
- 榊兵吾：夏夕介（21部）

川越藩
- 柳沢吉保：山形勲（1-3部、14-15部、17-18部）、橋爪淳（29部-38部）、石橋蓮司（39-41部、43部-最終回スペシャル）、田中健（2015年スペシャル）、袴田吉彦（BS-TBS版）
- 飯塚染子：八汐路佳子（3部）、西田有希（29部）
- 田阪平四郎：大坂志郎（2部）
- 田阪平馬：石倉英彦（2部）
- 田阪喜十郎：大竹修造（2部）
- 白井大次郎：永井秀和（9部）
- 白井とみ：西崎緑（9部）
- 白井小太郎：伊藤洋一（9部）
- 高坂源太夫：高城淳一（15部）

岡部藩
- 田宮仁右衛門：中村錦司（15部）

相模国
小田原藩
- 大久保忠朝：原聖四郎（3部）、黒川弥太郎（10部）、加賀邦男（13部）、岸本功（28部）、?（29部）、近藤正臣（42部）
- 大久保綾：司美穂（10部）
- お容の方：杉本真智子（10部）
- 檜垣五郎兵衛：中山昭二（4部）
- 笠原彦六：高津住男（4部）
- 畑弥右衛門：細川俊夫（10部）
- 三浦左近：和田浩治（10部）
- 三浦美和：奈三恭子（10部）
- 二宮八郎：北村総一朗（10部）
- 近藤幸三郎：福田豊土（10部）
- 近藤妙：斉藤こず恵（10部）
- 近藤幸太郎：伊藤洋一（10部）
- 宇田川萩：東郷晴子（13部）
- 宇田川妙：鈴鹿景子（13部）
- 川村一之進：福本清三（16部）
- 川村里江：鈴鹿景子（16部）
- 下山助三郎：森次晃嗣（16部）
- おもよ：斉藤祐子（16部）
- 小竹清右衛門：小笠原弘（24部）
- 篠田平八郎：土門廣（28部）
- 篠田小雪：岡本伊代（28部）
- 篠田菊江：原知佐子（28部）
- 大垣金太夫：森章二（28部）
- 大垣源之進：森岡弘一郎（28部）
- 今井久蔵：木村栄（28部）
- 今岡半四郎：林泰文（31部）
- 今岡志乃：大沢さやか（31部）
- 吉崎監物：有川博（ナショナル劇場50周年記念スペシャル）
- 奥野将監：内田勝正（ナショナル劇場50周年記念スペシャル）
- 峰新三郎：松村雄基（43部）
- 吉井志乃：宮本真希（43部）

玉縄藩
- 岡崎正信：内藤武敏（18部）
- 岡崎保太郎：松原一馬（18部）
- 岡崎友次郎：加藤純平（18部）
- 伊原源三郎：寺島進（38部）
- 茜：伊藤綺夏（38部）

駿河国
田中藩
- 太田資直：市川男女之助（3部）、水上保広（16部、22部）、たくみ稜（43部）
- 榊原義助：明石潮（1部）
- 榊原信助：竹脇無我（1部）
- 都築うめ：奈美悦子（3部）
- 都築竹次郎：岡本隆成（3部）
- 水上庄兵衛：佐竹明夫（16部）
- 水上絹江：根本りつ子（16部）
- 草間小一郎：磯部勉（16部）
- 立花佐太夫：飯沼慧（16部）
- 立花左吉郎：小野進也（16部）
- 相良隼人：中条きよし（22部）
- 久保藤十郎：根上淳（22部）
- 久保梢：浜田朱里（22部）
- 宇津木新二郎：新田純一（22部）

駿府城代
- 千坂修理：中村錦司（3部）
- 本多継道：溝田繁（24部）
- 小出帯刀：大出俊（28部）
- 本多肥前守：楠年明（33部）
- 篠田専之助：橋爪淳（28部）
- 篠田好枝：小松千春（28部）

遠江国
掛川藩
- 井伊直武：武内亨（3部）…劇中では井伊直宣、細川俊夫（8部）
- 井伊直朝：佐原健二（18部）
- 雪：松本留美（3部）
- 堀直次郎：里見浩太朗（3部）
- 杉山広太郎：三上真一郎（1部）
- 井沢新二郎：成瀬昌彦（1部）
- 井沢雪：松本留美（1部）
- 梅本喜之助：横内正（1部）
- 内山数右衛門：夏夕介（18部）
- 内山組：大場久美子（18部）
- 平松市之進：大橋吾郎（25部）
- 小野田豊前：高野真二（25部）
- 弓岡喜十郎：亀石征一郎（25部）
- 弓岡千春：小高恵美（25部）
- 竹村宗一郎：細川純一（25部）
- 野上彦左衛門：庄司永建（28部）
- 中島半之丞：高松しげお（31部）

浜松藩
- 青山忠重：帆之亟（38部）
- 松平資俊：峰祐介（3部）
- 青山忠正：石橋保（31部）
- 笠寺総十郎：北大路欣也（1部）
- 熱田兵馬：石山輝夫（1部）
- 古渡源左衛門：関根永二郎（1部）
- 古渡世津：御影京子（1部）
- 吉住喜十郎：入江慎也（3部）
- 吉住沙織：水野久美（3部）
- 吉住喜一郎：斎藤信也（3部）
- 向井又五郎：堀雄二（6部）
- 大杉喜内：美木良介（38部）
- 大杉綾：村松えり（38部）

三河国
岡崎藩
- 水野忠盈：武内亨（21部）、西園寺章雄（22部）、鷲生功（28部）、片岡暁孝（39部）
- 水野忠之：高野眞二（3部）…劇中では水野監物、峰祐介（8部）
- 水野鶴：坂上香織（21部）
- 艶の方：朝比奈順子（21部）
- 遊左新八郎：高橋長英（3部）
- 福知宗右衛門：吉田輝雄（3部）
- 秋野武右衛門：根上淳（21部）
- 秋野萩江：大場久美子（21部）
- 秋野兵馬：佐藤祐介（21部）
- 石川隼人：中条きよし（21部）
- 横田将監：入江正徳（22部）
- 緒方戍一郎：倉田てつを（39部）
- 緒方早苗：田京恵（39部）
- 秋葉隆之介：宮下直紀（39部）

三河吉田藩
- 久世重之：田中信行（3部）、伊達正三郎（8部）
- 田代十兵衛：永田光男（8部）
- 海部清十郎：柳川清（8部）
- 斉藤文左衛門：高桐真（18部）
- 森田新兵衛：松本朝夫（18部）
- 小島良円：奥野匡（20部）
- 宝田武左衛門：西沢利明（28部）
- 中村与左衛門：長谷川哲夫（31部）
- 中村由衣：田京恵（31部）

刈谷藩
- 稲垣重富：石田信之（22部）

飛騨国
飛騨高山藩
- 金森頼時：南廣（1部）…劇中では金森丹波守、伊庭剛（19部）
- 照：西村知美（19部）
- お縫：三浦リカ（19部）
- 坂上静之進：永野典勝（29部）
- 坂上いと：美栞了（29部）
- 柳井清十郎：若松俊秀（29部）
- 児島兵左衛門：梅野泰靖（29部）

美濃国
郡上藩
- 小西六左衛門：児玉謙次（38部）
- 原田武平：樋浦勉（38部）
- 原田吉之助：宮下裕治（38部）
- 林哲三郎：西園寺章雄（38部）
- 工藤又四郎：水上保広（38部）

大垣藩
- 戸田氏定：佐原健二（第15部）、沖崎裕一郎（第40部）
- 立石山城：西山辰夫（第15部）
- 木村金右衛門：沼田爆（第40部）

加納藩
- 石山勘兵衛：江並隆（15部）
- 宇佐美淳之助：西園寺章雄（17部）
- 宇佐美久恵：鈴鹿景子（17部）
- 宇佐美一之進：川名浩介（17部）
- 宇佐美志津：楠田薫（17部）
- 三枝彦四郎：荻島眞一（23部）
- 村田菊乃：大塚良重（23部）
- 村田理絵：坂上香織（23部）

岩村藩
- 山村瀬兵衛：加賀邦男（10部）
- 西尾治太夫：玉川伊佐男（10部）
- 牧玄斉：松本克平（10部）
- 牧千絵：栗原小巻（10部）
- 村尾又四郎：篠塚勝（20部）
- 辰之助：加納竜（20部）

苗木藩
- 青山喜左衛門：遠山金次郎（15部）
- 山中勘蔵：芦田伸介（15部）
- 山中せつ：吉沢京子（15部）

青野藩
- 稲葉正休：藤沢徹衛（第29部）

尾張国
尾張藩
- 徳川光友：西園寺章雄（17部）、橋幸夫（29-30部、1000回記念スペシャル）
- 徳川綱誠：浪花五郎（2部）、山本耕一（3部）、安井昌二（10部）、志垣太郎（13部）
- 本寿院：三浦徳子（8部）…劇中ではお福の方。
- 尾上：松村康世（31部）
- 柴田大炊：水島道太郎（6部）
- 片貝次郎太：森次晃嗣（6部）
- 片貝八重：上村香子（6部）
- 滝川左兵衛：早川保（6部）
- 山岸三右衛門：大友柳太朗（6部）
- 市木新之丞：伊吹吾郎（8部）
- 横地善太夫：永井秀明（8部）
- 横地園絵：佐野アツ子（8部）
- 門馬新十郎：佐原健二（10部）
- 森島政右衛門：御木本伸介（13部）
- 笠松大八：矢吹二朗（13部）
- 辨宮絹枝：田村英里子（18部）
- 須貝半蔵：垂水悟郎（18部）
- 関口兵介：小笠原良知（21部）
- 佐久間軍太夫：小林勝彦（23部）
- 山田新兵衛：秋野太作（32部）
- 山田蛍：嘉門洋子（32部）
- 山田はな：及川亜里紗（32部）
- 柳生厳延：笠原章（38部）…劇中では柳生兵庫。
- 津田清芳：小西良太郎（38部）
- 津田美沙：楯真由子（38部）

犬山藩
- 成瀬正親：永野達雄（3部、8部）、中丸忠雄（13部）、高野真二（32部）…劇中では成瀬隼人正。
- 成瀬綾：川島なお美（18部）
- 若宮慎之助：里見浩太朗（10部）
- 若宮せつ：稲垣美穂子（10部）
- 坂口武太夫：溝田繁（18部）

伊勢国
桑名藩
- 松平定重：清川新吾（20部）、白井滋郎（22部）、大竹修造（31部）
- 早見十次郎：村井國夫（8部）
- 早見秋：野川由美子（8部）
- 横山作左衛門：堀雄二（8部）
- 直助：中村錦司（8部）
- 半井唐斉：垂水悟郎（20部）
- 半井克子：中野良子（20部）
- 八木利三郎：沖田さとし（20部）
- 鷲津佐太兵衛：五十嵐義弘（20部）
- 雨宮軍兵衛：長門勇（28部）
- 雨宮慎之助：ルー大柴（28部）
- 松岡左内：石濱朗（28部）
- 松岡早苗：八木さおり（28部）

津藩
- 藤堂高久：有馬昌彦（1部）…劇中では藤堂伊賀守、阿部六郎（28部）
- 藤堂元住：溝田繁（14部）…劇中では藤堂采女。
- 藤堂新二郎：坂口祐三郎（1部）
- 綾：服部妙子（1部）
- 板倉弾正：志摩靖彦（1部）
- 安西篤之亮：小笠原弘（26部）
- 大木頼母：亀井賢二（31部）

神戸藩
- 石川総茂：峰祐介（3部）、永井秀明（9部）
- 春千代：岡本健（3部）
- お千代の方：町田祥子（3部）
- 中村五平太：佐藤慶（3部）
- 中村金八：倉岡伸太朗（3部）

伊勢亀山藩
- 板倉重冬：坂口祐三郎（3部）、猪狩賢二（43部）
- 川井新八郎：小笠原良知（3部）
- 川井芳江：珠めぐみ（3部）
- 吉住三四郎：阪本浩之（33部）
- 花村喜左衛門：石橋正次（43部）
- 花村由比：佳那晃子（43部）
- 花村孝四郎：加治将樹（43部）
- 小森平太夫：樋浦勉（43部）

山田奉行
- 大河内主膳：永田光男（13部）
- 細井大炊助：五王四郎（29部）
- 岡部勝重：柄沢次郎（43部）
- 沢田市蔵：楠年明（6部）

志摩国
鳥羽藩
- 内藤忠勝：清水章吾（17部）
- 松千代：谷口公浩（17部）
- お芳の方：山口朱美（17部）
- 本多左京：中丸忠雄（17部）
- 本多弥生：山崎美貴（17部）
- 立花喬之助：有川博（17部）
- 立花小平太：夏夕介（17部）
- 川路勘解由：和崎俊哉（17部）
- 宮部要：田島真吾（17部）
- 平野与太夫：高野真二（17部）

近江国
彦根藩
- 井伊直興：下塚誠（28部）
- 井伊直高：田村亮（10部）
- 瓜生治左衛門：中村竹弥（10部）
- 瓜生治一郎：有川博（10部）
- 瓜生佐和：佐野アツ子（10部）
- 瓜生梢：喜多川美佳（10部）
- 安藤帯刀：溝田繁（21部）
- 日下部左近：本郷功次郎（23部）
- 日下部環：山本みどり（23部）
- 白河主水：高桐真（かげろう忍法帖）

膳所藩
- 本多康慶：大竹修造（28部）
- 大橋伝蔵：五味龍太郎（10部）
- 安川文五郎：橋幸夫（12部）
- 安川美濃：鈴鹿景子（12部）
- 佐橋松枝：近江輝子（12部）
- 佐橋小三郎：加藤大樹（12部）
- 高島平四郎：有川博（12部）
- 守山修理：加賀邦男（12部）
- 桜田とね：萬代峰子（16部）
- 桜田雄次郎：志垣太郎（16部）
- 山西頼母：江並隆（16部）
- 山西和馬：水上保広（16部）
- 山西菊江：金沢碧（16部）
- 原庄左衛門：中村錦司（16部）
- 伊吹放斉：松本朝生（17部）
- 伊吹たか：舟倉由佑子（17部）
- 瀬田正吾：長谷川初範（17部）
- 榊真一郎：中野誠也（17部）
- 北川道庵：疋田泰盛（17部）

水口藩
- 鳥居忠英：南條豊（23部）
- 鳥居大学：妹尾青洸（23部）
- 鳥居鶴千代：高橋将也（23部）
- お幸の方：東千晃（23部）
- 白石左近：大橋吾郎（23部）
- おせき：吉野真弓（23部）
- 秋元修理：出水憲（24部）

大和国
郡山藩
- 本多忠常：大竹修造（かげろう忍法帖）
- 津坂長左衛門：佐竹明夫（かげろう忍法帖）
- お尚の方：岡まゆみ（かげろう忍法帖）
- 五十嵐義勝：五十嵐義弘（38部）

柳生藩
- 牧田総十郎：中田浩二（29部）

小泉藩
- 茨木左門：松本朝生（1部）
- 茨木浪乃：千之赫子（1部）

奈良奉行
- 佐藤和泉守：江並隆（8部）
- 永井兵四郎：田中実（29部）
- 今村信之助：小坂和之（29部）
- 柴原伝兵衛：北見唯一（29部）

紀伊国
紀州藩
- 徳川光貞：長谷川哲夫（8部）、岩井半四郎（16部）、舟木一夫（29-30部）、平幹二朗（37部）
- 徳川綱教：坂東京三郎（2部）、小林芳宏（16部）、堀内正美（22部）、水野純一（ナショナル劇場50周年記念スペシャル）
- 徳川頼職：若菜孝史（22部）…劇中では徳川長七。
- 徳川吉宗：茂山逸平（28部）…劇中では松平新之助、柳沢太介（38部）…劇中では源六。
- お勝の方：津田亜矢子（8部）
- 根来覚左衛門：原健策（6部）
- 根来十郎太：山形勲（6部）
- 根来要蔵：東野英心（6部）
- 根来由紀：結城しのぶ（6部）
- 雑賀惣左衛門：戸浦六宏（6部）
- 雑賀小十郎：三ツ木清隆（6部）
- 林弥平次：浅野進治郎（6部）
- 林たか：京春上（6部）
- 富田香織：鳥越まり（16部）
- 富田新八郎：加納竜（16部）
- 孫六：大須賀昭人（16部）
- 小市：渥美博（16部）
- 結城修二郎：荒木しげる（22部）
- 吉岡織部正：小沢象（かげろう忍法帖）
- 加納久通：朝倉一（28部）…劇中では加納半兵衛。
- 小笠原喜三郎：平野稔（31部）
- 木下露庵：萩原流行（37部）
- 向井早苗：宮本真希（37部）
- 岡崎藤兵衛：近藤洋介（38部）

紀伊田辺藩
- 安藤直清：小栗一也（16部）…劇中では安藤飛騨守。
- 安藤陳武：高城淳一（22部）
- 安藤百合：中野みゆき（22部）
- 立花俊介：峰蘭太郎（14部）
- 立花なつ：森田理恵（14部）
- 立花小太郎：加藤岳史（14部）
- 次郎平：坂上二郎（14部）

紀伊新宮藩
- 水野重上：大竹修造（29部）
- 神納十郎太：林与一（8部）
- 神納せん：佐藤オリエ（8部）
- 神納雄太：上村和也（8部）
- 飯塚頼母：波田久夫（22部）
- 宇佐美啓四郎：田中実（38部）
- 宇佐美紀乃：宮本真希（38部）
- 塚原信吾：左とん平（41部）

摂津国
尼崎藩
- 青山幸督：武周暢（8部）、西園寺章雄（28部）
- 勝田忠左衛門：田畑猛雄（23部）

大坂城代
- 土岐頼殷：加賀邦男（14部）、穂高稔（24部）…劇中では土岐伊予守。
- 石割豊後守：高桐真（22部）

大坂町奉行
- 松平忠周：永野達雄（6部）…劇中では松平玄蕃頭。
- 島田重兵衛：青木義朗（9部）

河内国
堺奉行
- 篠崎主膳：近藤洋介（17部）
- 立花兵四郎：草見潤平（30部）

和泉国
岸和田藩
- 岡部長泰：西園寺章雄（25部）
- 白川弥一郎：谷口高史（23部）
- 白川八重：千野弘美（23部）
- おきく：尾羽智加子（23部）
- 鏑木菊之進：飯田基祐（32部）
- 鏑木百合：若林志穂（32部）

丹後国
宮津藩
- 永井尚長：下元勉（17部）
- 阿部正邦：武内亨（23部）
- 萩の局：ひろみどり（36部）
- 根津新八郎：永野達雄（16部）
- 谷田貝進六：白井滋郎（16部）
- 弥平：畑中怜一（16部）
- 向井将監：荒木しげる（30部）
- 内藤治右衛門：冷泉公裕（30部）

丹波国
福知山藩
- 朽木稙昌：清川新吾（21部）
- 伊達与作：土屋嘉男（2部）
- 伊達与之助：中村又五郎（2部）
- 滋野井：高森和子（2部）
- 森島金吾：酒井哲（5部）
- 三浦作左衛門：近藤洋介（21部）
- 三浦梢：千野弘美（21部）
- 坂井一馬：篠塚勝（21部）
- 田所吉左衛門：遠山金次郎（21部）
- 高津頼綱：江並隆（26部）
- 乾辰之介：円谷浩（26部）
- 松岡千太夫：庄司永建（26部）
- 萩尾：越智静香（26部）

篠山藩
- 松平信庸：五十嵐義弘（3部）
- 青山忠朝：志摩靖彦（10部）
- お艶：谷口香（10部）
- 加山八重：辺見えみり（42部）
- 加山亀之助：田本清嵐（42部）

園部藩
- 小出菊：小高恵美（22部）
- 萩野：千野弘美（22部）

山城国
京都所司代
- 内藤重頼：加賀邦男（20部）…劇中では内藤大和守。
- 松平信興：永井秀和（36部）…劇中では松平因幡守。
- 小笠原長重：？（30部）
- 松平菊：藤井麻衣子（36部）
- 紫乃：志乃原良子（36部）
- さと：根本りつ子（36部）

伏見奉行
- 青山主膳：高野真二（12部）

播磨国
龍野藩
- 脇坂茶々：工藤夕貴（17部
- お千の方：津島令子（21部）
- 戸村彦太夫：中村錦司（17部）
- 竹村武左衛門：入江正徳（21部）

姫路藩
- 本多忠国：入川保則（14部）、峰祐介（22部）、平井昌一（24部）、中島久之（28部）
- 本多忠孝：高柳博（28部）…劇中では本多平八郎。
- 本多雅：由美かおる（12部）
- 本多雪：片岡京子（22部）
- 本多妙：三浦理恵子（24部）
- お稲の方：水原ゆう紀（22部）
- お甲の方：舟倉由佑子（24部）
- 本多内膳：水島道太郎（5部）
- 今坂時衛門：武周暢（5部）
- 今坂さと：香川桂子（5部）
- 今坂志津：岡田可愛（5部）
- 本庄八太夫：松本克平（7部）
- 近藤右馬之介：ささきいさお（7部）
- 石田孫太夫：小栗一也（12部）
- 木門外記：永井智雄（12部）
- 松橋：鳳八千代（12部）
- 小野十内：松本朝生（14部）
- 小野小百合：由美かおる（14部）
- 脇田与一郎：本郷直樹（14部）
- 明珍宗介：生井健夫（14部）、河原崎次郎（22部）
- 明珍里：桜むつ子（14部）
- 新藤主膳：江並隆（20部）
- 安間真左衛門：庄司永建（22部）
- しのぶ：丸山ひでみ（22部）
- 弥生：丸山ひでみ（24部）
- 内田大炊介：誠直也（24部）
- 田代郡兵衛：大木晤郎（26部）
- 伊佐山弥次兵衛：疋田泰盛（26部）
- 中山一馬：伊吹剛（28部）
- 中川早苗：福家美峰（28部）
- 山崎勘兵衛：山崎弘志（28部）
- 都築惣左衛門：川浪公次郎（28部）
- 六兵衛：江藤潤（28部）
- 望月安兵衛：中野英雄（31部）
- 望月綾乃：渡辺典子（31部）
- 榎本左内：木下浩之（31部）
- 榎本小太郎：中野勇士（31部）

赤穂藩
- 瑤泉院：東丘いずひ（5部）
- 大石良雄：横内正（28部）、天宮良（39部）、市川右團次（42部）…劇中では大石内蔵助。
- 大野知房：高城淳一（28部）…劇中では大野九郎兵衛。
- 原元辰：五王四郎（28部）…劇中では原惣右衛門。
- 岡野包秀：青井稔幸（28部）…劇中では岡野金右衛門。
- 網島五郎三郎：片桐竜次（31部）

明石藩
- 松平直明：伊庭剛（25部）、沖田さとし（31部）
- 松平上総之助：伊吹吾朗（17部）
- 松平翔之介：福士誠治（36部）
- 本多綾：白都真理（17部）
- 彩：多岐川華子（36部）
- 奥平将監：庄司永建（17部）
- 根室権太夫：御木本伸介（17部）
- 瀬戸又十郎：篠塚勝（17部）
- 沖藤弦太夫：有川博（25部）
- 服部源右衛門：志茂山高也（31部）
- りく：栗原小巻（36部）

但馬国
出石藩
- 小出英安：五十嵐義弘（25部）…劇中では小出英満。
- 松平忠周：真那胡敬二（42部）…劇中では藤井忠周。
- 木下平内：荻島眞一（28部）
- 木下袖：原田佳奈（28部）
- 武田数馬：大塚よしたか（28部）
- 磯野帯刀：杜澤泰文（28部）
- 犬飼藤馬：前川泰之（42部）

豊岡藩
- 京極高永：あおい輝彦（20部）
- 吉岡孫兵衛：有馬昌彦（20部）
- 田辺新之助：水上保広（20部）

因幡国
鳥取藩
- 池田綱清：宗方勝巳（13部）、平井昌一（22部）、水上保広（24部）、江藤潤（33部）
- 池田鈴：辻えりか（33部）
- 池田内膳：松下達夫（6部）
- 工藤新八郎：有川博（6部）
- 八木沢梓：松坂慶子（6部）
- 日野隼人：土屋嘉男（13部）
- 岡村忠伍：伊吹吾郎（13部）
- 岡村ゆき：島村佳江（13部）
- 岡村ふさ：萬代峰子（13部）
- 河野三平：北村総一朗（13部）
- 弥助：本郷淳（13部）
- 荒尾成政：御木本伸介（15部）
- 荒尾成直：波田久夫（21部）…劇中では荒尾采女之助。
- 荒尾成重：波田久夫（23部）…劇中では荒尾但馬。
- 伊藤要：原田清人（15部）
- 伊藤寿々：木村弓美（15部）
- 横瀬源四郎：佐竹明夫（15部）
- 横瀬由紀：片山由香（15部）
- 長谷部伝内：平泉成（16部）
- 長谷部千加：北原佐和子（16部）
- 池谷新三郎：竹本孝之（24部）
- 原田重兵衛：本郷功次郎（24部）
- 原田世津：志乃原良子（24部）
- 原田加奈：新島弥生（24部）
- 勘助：金井大（24部）
- 吉田忠右衛門：有川正治（24部）
- 神崎弥兵衛：目黒祐樹（25部）
- 神崎香織：野平ゆき（25部）
- 神崎菊丸：塩賀淳平（25部）
- 島村左門：谷口高史（25部）
- 田沢良庵：幸田宗丸（25部）
- 武井三二郎：武井三二（25部）
- 中嶋俊治朗：中嶋俊一（25部）
- 入江毅道：入江毅（25部）
- 高岡平八郎：平井真軌（33部）
- 高岡綾乃：麻乃佳世（33部）
- 森山鹿之助：高木博安（33部）
- 水川庄太夫：石田登星（33部）

出雲国
松江藩
- 松平綱隆：峰祐介（15部）
- 松平綱近：加茂雅幹（16部）、石田信之（20部）
- 松平吉透：志垣太郎（6部）
- お雪の方：赤座美代子（1部）
- お汐の方：下山田ひろの（20部）
- 氷川隼人：加藤剛（1部）
- 林田新一郎：中野誠也（1部）
- 鏑木行蔵：新克利（6部）
- 鏑木千鶴：ジュディ・オング（6部）
- 鏑木たえ：磯村みどり（6部）
- 藤代市郎左衛門：小田正作（8部）
- 藤代市之進：荒谷公之（8部）
- 藤代雪乃：赤木美絵（8部）
- 牧野辰之介：北原将光（15部）
- 牧野美津：新藤恵美（15部）
- 牧野新之助：中村芝翫（15部）
- 左近寺又兵衛：芦田伸介（20部）
- 田沢新八郎：藤堂新二（20部）
- 田沢早苗：日下由美（20部）
- 飯田三郎兵衛：入江正徳（20部）
- 佐伯市之進：荒木しげる（23部）
- 佐伯綾：伊藤美由紀（23部）
- 佐伯秀：東恵美子（23部）
- 岸崎時照：有川博（29部）…劇中では岸崎左久次。
- 小田源吾：佐伯太輔（29部）
- 小田久美：南明子（29部）
- 日下茲靖：庄司永建（33部）
- 二階堂主馬：田畑猛雄（36部）
- 景山半左衛門：江藤潤（39部）
- 景山源一郎：比留間由哲（39部）
- 景山進次郎：大沼遼平（39部）
- 堀江藤乃：角替和枝（42部）
- 堀江森之丞：伊東孝明（42部）
- 竹内新三郎：平塚真介（42部）
- 竹内佐和：棚橋幸代（42部）
- 竹内孝太郎：小宮明日翔（42部）

母里藩
- 菊：彩木優花（21部）
- 雲の井：藤間紫（21部）
- 寺沢主水：真弓田一夫（21部）
- 楓：村上理子（21部）

石見国
浜田藩
- 松平康宦：西園寺章雄（第23部）
- 篠崎源十郎：安井昌二（第15部）
- 矢吹恭之介：水谷大輔（第15部）
- 笠井勘解由：加賀邦男（第21部）

津和野藩
- 亀井茲親：伊吹吾郎（21部）、伊庭剛（23部）、冨家規政（かげろう忍法帖）
- お恒の方：一柳みる（21部）
- 河西彦兵衛：下元勉（かげろう忍法帖）
- 河西志乃：森恵（かげろう忍法帖）
- 多胡真蔭：勝部演之（30部）
- 榊彦兵衛：勝部演之（36部）
- 雨宮甚三郎：大橋吾郎（36部）

美作国
津山藩
- 森長成：宮下裕治（41部）
- 山中修理：野々村潔（1部）
- 城所雪江：浅田美代子（6部）
- 平作：浮田佐武郎（6部）
- 田毎新八郎：河原崎次郎（9部）
- 大谷兵部：永野達雄（13部）
- 小宮圭之介：森次晃嗣（17部）
- 井上久美：中島めぐみ（17部）
- 鳥沢清兵衛：庄司永建（23部）
- 新田新兵衛：重松収（36部）
- 小野一馬：長野克弘（41部）

備前国
岡山藩
- 池田光政：夏目俊二（6部）
- 池田綱政：那須伸太朗（1部）、南條新太郎（3部）、大竹修造（25部）、西園寺章雄（31部）
- 橋本伝右衛門：永田光男（6部）
- 田坂和之進：森次晃嗣（15部）
- 石黒惣左衛門：加賀邦男（20部）
- 高崎文五衛門：？（24部）
- 高崎美里：杜けあき（24部）
- 安藤小一郎：島英臣（25部）
- 津田永忠：寺泉憲（28部）
- 神崎周平：五代高之（28部）
- 神崎みつ：内堀美咲（28部）
- 美好時定：島田順司（31部）
- 美好正之助：岡野進一郎（31部）
- 美好寅之助：村井克行（31部）
- 美好菊乃：工藤明子（31部）

備中国
備中松山藩
- 水谷勝美：細川俊夫（15部）
- 水谷勝時：堤大二郎（26部）…劇中では水谷小次郎。
- 大西伝兵衛：高松英郎（15部）
- 大西茜：舟倉由佑子（15部）
- 正田秀之助：吉田次昭（15部）
- 碓井真之助：横光克彦（21部）
- 碓井由紀：三原じゅん子（21部）
- 土屋兵馬：島英臣（21部）
- 神山監物：峰祐介（26部）
- 前島軍兵衛：小野進也（26部）

庭瀬藩
- 加地守之助：大竹修造（15部）

備後国
備後福山藩
- 松方新之助：志垣太郎（15部）
- 佐五平：左とん平（15部）

三次藩
- 鞆兵庫：中丸忠雄（5部）
- 頼母木修理：溝田繁（21部）
- 高瀬式部：高野真二（31部）

安芸国
広島藩
- 浅野光晟：寺田農（36部）
- 浅野綱長：寺下貞信（5部）、大竹修造（22部）、石田信之（24部）、小笠原良知（31部）
- 安井嘉兵衛：西山辰夫（5部）
- 沖田山城：浜田寅彦（17部）
- 沖田佐絵：徳元かずみ（17部）
- 木暮幻之介：里見浩太朗（17部）
- 松原新之丞：荻島眞一（25部）
- 松原美沙：舟倉由佑子（25部）
- 松原小太郎：平井亮裕（25部）
- 左右田修理：佐竹明夫（26部）
- 左右田百合：有沢比呂子（26部）
- 門馬秀臣：大橋吾郎（26部）
- 額田辰之助：黒田崇矢（26部）
- 秋月真之助：山城新伍（28部）
- 秋月萩尾：大塚良重（28部）
- 秋月竹乃：大塚道子（28部）
- 塩田主馬：吉田輝雄（28部）
- 塩田半次郎：山本陽一（28部）
- 加賀美市之助：北見誠（28部）
- 桑田欣之丞：藤巻裕己（28部）
- 木口紋太夫：山本清（28部）
- 杉江源次郎：田中隆三（31部）
- 杉江新吾：久野雅弘（31部）
- 清水権太夫：楠年明（31部）
- 立花典膳：滝田裕介（31部）
- 冬木右京之助：水上保広（31部）
- 冬木順之助：倉田てつを（31部）
- 黒木清十郎：伊庭剛（31部）
- 山岸東馬：武井三二（31部）
- 坂井主頭：西山清孝（31部）
- お京：森光子（31部）

周防国
徳山藩
- 毛利元次：江藤潤（36部）
- 聖涼院：岡田千代（26部）
- 林佐平：永野達雄（5部）
- 浅水真二郎：冨家規政（36部）
- 浅水浪路：由美かおる（36部）
- 大河内半蔵：柄沢次郎（36部）

長門国
長州藩
- 毛利綱広：細川俊夫（13部）…劇中では毛利綱親、森繁久彌（23部）
- 毛利吉就：水上保広（22部）、竹脇無我（23部）、堀内正美（36部）
- 鶴：八代順子（3部）
- 望月隼人：新田昌玄（2部）
- 桂木桐江：長谷川稀世（2部）
- 増田頼母：市川男女之助（3部）
- 増田源三郎：柴田昌宏（3部）
- 坂高麗左衛門：庄司永建（20部）
- 磯貝清十郎：竹脇無我（22部）
- 磯貝琴路：舟倉由佑子（22部）
- 武永義太夫：根上淳（22部）
- 村越秋乃：高橋靖子（22部）
- 松江：松村康世（22部）
- 押尾義太夫：鈴木ヒロミツ（23部）
- 柴田弥一郎：森次晃嗣（25部）
- 柴田小夜：有沢妃呂子（25部）
- 石垣源内：峰蘭太郎（25部）
- 川野刑部：河原崎建三（28部）
- 淡野勘兵衛：小松政夫（28部）
- 井口竹四郎：大橋吾郎（28部）
- 井口槙：鳥居かほり（28部）
- 井口幸：内泉朱賀（28部）
- 高山左内：石田登星（28部）
- 高山吉乃：島崎路子（28部）
- 正木喜左衛門：高野真二（33部）
- 高野清兵衛：曽我廼家寛太郎（33部）
- 横道孫右衛門：滝田裕介（33部）
- 秋島忠篤：楠年明（39部）
- 甲斐兵衛：笹木俊志（39部）
- 笹岡伝八郎：小林正寛（39部）

長府藩
- 望月多聞：市川青虎（23部）
- 小谷三左衛門：江並隆（26部）
- 桜庭半蔵：黒部進（26部）
- 望月六郎左衛門：南条好輝（28部）
- 望月澄江：北林早苗（28部）
- 望月和馬：岡田聡（28部）
- 大野監物：田畑猛雄（28部）

讃岐国
高松藩
- 松平頼常：細川俊夫（1部）、入川保則（6部）、吉田輝雄（8部）、山口崇（12部）、坂東三津五郎（14部）、荻島眞一（20部）、石田信之（25部）、西郷輝彦（29-30部）、松村雄基（35部）、野村宏伸（42部）、高橋光臣（2015年スペシャル）
- 松平頼豊：勝呂誉（1部）、前田晃一（20部）、佐野圭亮（25部）、吉田秀太朗（42部）
- 軽丸：香川正人（1部）
- 松平頼良：千葉一磨（42部）
- 松平綾：細川直美（20部）
- 萩の方：大家由祐子（42部）
- 小牧の方：山田麻衣子（42部）
- 綿貫源十郎：村井國夫（1部）
- 西沢郡兵衛：玉生司朗（1部）
- 田沢軍十郎：大木実（1部）
- 亀井吉三郎：波多野博（1部）
- 山崎作太郎：川谷拓三（1部）
- 水谷亥之助：森章二（1部）
- 植田大次郎：北野拓也（1部）
- 松田五兵衛：酒井哲（1部）
- 庄司助右衛門：河野秋武（1部）
- 稲葉千加：磯村みどり（1部）
- 恩田孫右衛門：西山辰夫（8部）
- 大久保公忠：細川俊夫（12部）、松本克平（14部）、阿部六郎（30部）…劇中では大久保主計。
- 彦坂織部正：中村竹弥（12部）
- 三木弥兵衛：小栗一也（12部）
- 小笠原伊織：北村総一朗（12部）
- 玉井彦左衛門：佐藤英夫（20部）
- 速水兵馬：水上保広（20部）
- 三屋孫兵衛：中村錦司（20部）
- 樋口新之丞：伊吹剛（20部）
- 大久保勘左衛門：溝田繁（25部）
- 八木幸兵衛：阿藤快（30部）
- 玉井三郎兵衛：誠直也（30部）
- 有馬新十郎：峰蘭太郎（35部）
- 古川織部：大出俊（35部）
- 古川雪乃：村田映里佳（35部）
- 小松吉兵衛：秋野太作（35部）
- 小松直弥：佐伯太輔（35部）
- 高部惣右衛門：岩尾拓志（42部）
- 室伸二郎：芦田昌太郎（42部）
- 室鈴：工藤あさぎ（42部）
- 塚田小弥太：中村圭太（42部）
- 井坂兵馬：安居剣一郎（42部）
- 彦坂図書：中山仁（42部）
- 黒藤紋太夫：石橋蓮司（2015年スペシャル）

多度津藩
- 村井頼母：西山辰夫（15部）

阿波国
徳島藩
- 蜂須賀綱矩：志摩靖彦（3部）、武内亨（17部）、水上保広（20部、25部）、清川新吾（22部）、安多和久（28部）
- 蜂須賀百合：黒目瑠美（24部）
- 榊原源十郎：井上孝雄（3部）
- 榊原綾：服部妙子（3部）
- 益田将監：永野達雄（8部）
- 生方綾：稲垣美穂子（13部）
- 生方小太郎：池田直人（13部）
- 柏木妙：桜田淳子（13部）
- 横堀文吾：伊吹吾郎（14部）
- 横堀初音：風見章子（14部）
- 大内綾：中村明美（14部）
- 和田中仁兵衛：永野達雄（14部）
- 淡野十郎兵衛：本郷功次郎（22部）
- 淡野弓：東千晃（22部）
- 相原八重乃：三浦リカ（24部）
- 相原新之助：西尾塁（24部）
- 田宮内記：高城淳一（24部）
- 稲田植幹：佐竹明夫（25部）…劇中では稲田九右衛門。
- 稲田吉王丸：富平和馬（25部）
- 稲田植松：勝見和也（25部）
- 中川一馬：山下規介（25部）
- 田村作左：松本朝生（25部）
- 浪乃：津島令子（25部）
- 桑島伊十郎：藤堂新二（25部）
- 松浦宇右衛門：小笠原弘（25部）
- 田所清兵衛：潮哲也（25部）
- 上村源之丞：園田裕久（28部）
- 吉村竹蔵：長谷川哲夫（33部）
- 吉村光一郎：増澤ノゾム（33部）
- 片平嘉門：中原丈雄（33部）
- 片平早苗：中原果南（33部）
- 川添庄左衛門：平野稔（35部）
- 三浦洞碩：中根徹（38部）
- 三浦すず：比企理恵（38部）

伊予国
今治藩
- 松平定陳：近藤洋介（1部）
- 服部頼母：松本克平（1部）
- 岡野清左衛門：小笠原弘（21部）
- 加賀見主水之丞：溝田繁（23部）
- 有沢丈之介：松本朝生（23部）
- 有沢由以：岩本千春（23部）

伊予松山藩
- 松平定直：宗方勝巳（15部）、三田明（17部）、冨家規政（22部）、水上保広（かげろう忍法帖）
- 松平菊千代：佐藤宏之（6部）
- 松平月丸：神山和彦（6部）
- お銀の方：稲野和子（6部）
- 武藤又兵衛：吉田輝雄（5部）
- 中村孫太夫：細川俊夫（6部）
- 相馬市之丞：大和田伸也（6部）
- 信夫：風見章子（6部）
- 榊原兵部：中村錦司（17部）
- 加賀見外記：加賀邦男（20部）
- 金杉将監：中西宣夫（22部）
- 足立重信：溝田繁（24部）
- 吉田兵庫：溝田繁（かげろう忍法帖）
- 園田重信：中山仁（30部）
- 園田牧：宮本真希（30部）
- 池辺直治郎：沖田さとし（30部）
- 田川平九郎：宇崎慧（35部）
- 田川ふじ：草村礼子（35部）
- 吉田彦兵衛：宗方勝巳（35部）

大洲藩
- 加藤泰恒：大竹修造（21部）
- 加藤隼人：北大路欣也（23部）
- お葉の方：山本みどり（21部）
- お奈巳の方：朝比奈順子（21部）
- 岡村十内：松本朝生（21部）
- 小栗伝八郎：草見潤平（21部）
- 杉山作右衛門：高城淳一（23部）
- 杉山かすみ：南條玲子（23部）

宇和島藩
- 伊達宗贇：伊庭剛（23部）
- お春の方：三浦真弓（17部）
- 伊達鶴：長谷川真弓（17部）
- 伊達菊：松下恵（31部）
- 伊達松：咲嬉（33部）
- 汐の方：真木洋子（17部）
- おゆき：菅野みずき（33部）
- 中井市之進：伊吹吾郎（8部）
- 中井ふく：月丘千秋（8部）
- 有馬正右：宗方勝巳（8部）
- 有馬志乃：佃和美（8部）
- 岡村頼母：久米明（15部）
- 岡村加代：島村佳江（15部）
- 前原総一郎：小野武彦（15部）
- 柿内左内：鈴木瑞穂（17部）
- 猿橋佐之助：楠年明（17部）
- 千春：長谷川真弓（17部）
- 笹岡彦兵衛：佐野浅夫（21部）
- 笹岡清太郎：永井秀和（21部）
- 楓：中村千鶴（33部）
- 杉本甚左衛門：鈴木瑞穂（33部）

小松藩
- 早坂清次郎：森次晃嗣（21部）
- 早坂千秋：丸山真歩（21部）

土佐国
土佐藩
- 山内豊昌：武内亨（6部、20部）
- 野々村内記：溝田繁（3部）
- 吉田頼母：北沢彪（6部）
- 吉田市之進：倉岡伸太朗（6部）
- 生駒源左衛門：峰祐介（6部）
- 神代伊織：石田信之（17部）
- 神代真弓：中尾ミエ（17部）
- 安藤重行：高桐真（20部）
- 深尾且秀：玉川伊佐男（24部）
- 半田敬七郎：比留間由哲（33部）
- 佐内源十郎：倉田てつを（35部）
- 佐内嶋：国分佐智子（35部）

豊前国
小倉藩
- 小笠原忠雄：中村錦司（2部）…劇中では小笠原大膳太夫。
- 和久田監物：村井國夫（15部）
- 和久田由紀：平淑恵（15部）
- 玄磧：森繁久彌（15部）
- 市木弥左衛門：永田光男（15部）
- 横田源八：水上保広（15部）
- 古田甚九郎：石山輝夫（15部）
- 大槻武太夫：小笠原弘（22部）
- 佐久四郎左衛門：波田久夫（24部）

中津藩
- 小笠原長胤：堀内正美（BS-TBS版）
- 三浦頼母：松本克平（8部）
- 三浦志保：佐野アツ子（8部）
- 内山平八郎：森次晃嗣（8部）
- 生田武右衛門：森塚敏（20部）
- 生田梢：高島礼子（20部）
- 香川徹之介：夏夕介（20部）
- 住田広之進：南條豊（24部）
- 住田志保：藤吉久美子（24部）
- 住田小太郎：石野理央（24部）
- 友平：坂上二郎（24部）
- 五代恒雅：穂高稔（25部）
- 広澤勘兵衛：田村亮（BS-TBS版）
- 広澤里美：福田沙紀（BS-TBS版）
- 上岡重右衛門：平岡秀幸（BS-TBS版）

豊後国
臼杵藩
- 稲葉景通：武内亨（12部）
- お鶴：小畠絹子（12部）
- 稲葉田鶴：伊藤和恵（第12部）
- 稲葉千鶴：伊藤和恵（第12部）
- 森善太夫：浜田寅彦（12部）

杵築藩
- 松平重栄：佐伯徹（21部）

佐伯藩
- 毛利高久：羽柴誠（第35部）
- 玉木清太郎：島英臣（第26部）
- 玉木春：麻乃佳世（第26部）
- 宇津木与左衛門：大竹修造（第35部）
- 相良喬之助：里見浩太朗（第35部）
- 相良由紀乃：遠野なぎこ（第35部）

府内藩
- 松平近陳：石田信之（第35部）
- 松：高橋あゆみ（第35部）
- 夏目左近：滝田裕介（第35部）

岡藩
- 雑賀勘左衛門：蜷川幸雄（第6部）
- 雑賀綾：宇津宮雅代（第6部）
- 雑賀常：菅井きん（第6部）

筑前国
福岡藩
- 黒田綱政：小田真士（3部）、葉山良二（15部）、水上保広（23部）、橋幸夫（28部）
- 黒田綾：片平なぎさ（15部）
- お由里の方：舟倉由佑子（28部）
- 栗山外記：山口幸生（2部）
- 森三左衛門：永野達雄（6部）
- 川田新之丞：武周暢（6部）
- 川田糸：岩井友見（6部）
- 真木主水：稲葉義男（8部）
- 真木たか：荒木雅子（8部）
- 真木源三郎：亀石征一郎（8部）
- 踊り子・小倉：鮎川いずみ[6]（8部）
- 笠井孫兵衛：浜田寅彦（15部）
- 笠井孫六：加藤大樹（15部）
- 宗方将監：小栗一也（15部）
- 川瀬求女：江並隆（15部）
- 多田重則：西山辰夫（18部）
- 吉田織部：西山辰夫（23部）
- おまつ：藤田よしこ（25部）
- 吉田帯刀：高橋昌也（28部）
- 青山久蔵：橋幸夫（28部）
- 青山彩乃：山本みどり（28部）
- 青山亜久里：西村実紗（28部）
- 榎本兵馬：宍戸マサル（28部）
- 結梗：佐藤綾（28部）
- 浪江：国行しげ美（28部）
- 中丸少祐：早川雄三（31部）
- 堤喜左衛門：石田太郎（35部）
- 貝原益軒：吉田輝雄（37部）、大出俊（BS-TBS版）
- 貝原東軒：海老瀬はな（BS-TBS版）…劇中では貝原初子。
- 宮崎安貞：泉谷しげる（BS-TBS版）

筑後国
久留米藩
- 有馬頼元：市川男女之助（2部）…劇中では有馬光房、新城邦彦（18部）
- 榊原帯刀：野々村潔（2部）
- 榊原弥生：大原麗子（2部）
- 高崎一之進：中尾彬（2部）
- 風見治助：西田良（2部）
- 平山三郎兵衛：志摩靖彦（13部）
- 田川頼母：溝田繁（18部）
- 棚橋勘右衛門：遠山金次郎（18部）
- 棚橋加津：根本りつ子（18部）

柳河藩
- 立花鑑虎：峰祐介（2部）
- 由布和泉守：野々村潔（2部）
- 由布芳江：藤田弓子（2部）
- 戸崎数馬：高橋長英（2部）
- 宗仙：村上冬樹（2部）

肥前国
唐津藩
- 土井利益：那須伸太朗（5部）、荻島眞一（13部）、谷川俊（30部）
- 土井利久：田浦正巳（5部）
- 土井利正：秋山克臣（5部）
- 滝山：月丘千秋（5部）
- 古川主計：堀雄二（5部）
- 坂井光太郎：森次晃嗣（5部）
- 結城新兵衛：西園寺章雄（5部）
- 結城梓：川崎あかね（5部）
- 伊助：岩田直二（5部）
- 富田左内：水島道太郎（13部）
- 大山三太夫：小栗一也（13部）
- 村田小太郎：河原崎次郎（15部）
- 村田梢：あべ静江（15部）
- 村田政代：萬代峰子（15部）
- 大村忠左衛門：唐沢民賢（25部）
- 川中信之介：有川正治（25部）
- 内館右京：白井滋郎（25部）
- 服部源右衛門：山田吾一（30部）
- 服部澄江：長内美那子（30部）
- 服部左馬之助：山内としお（30部）
- 相沢総十郎：田畑猛雄（30部）
- 磯野平太夫：寺下貞信（30部）

佐賀藩
- 鍋島光茂：袋正（2部）…劇中では松平肥前守、森繁久彌（5部）
- 鍋島綱茂：村井國夫（5部）、黒川弥太郎（13部）
- 亀千代：井下匠（39部）
- 鍋島うめ：松坂慶子（8部）
- 初音：持田真樹（39部）
- 山本常朝：浜田東一郎（5部）
- 田代陣基：佐藤和男（5部）
- 相良吉弥：藤間文彦（5部）
- 稲葉帯刀：江並隆（13部）
- 加納伊十郎：竹脇無我（20部）
- 青山頼母：高桐真（23部）
- 守田志乃：大沢逸美（23部）
- お菊：久保田香織（23部）
- 甚六：牧冬吉（23部）
- 佐久間忠元：波田久夫（26部）
- 宇佐美治兵衛：唐沢民賢（39部）
- 支倉主膳：山本紀彦（BS-TBS版）
- 支倉新太郎：田中幸太朗（BS-TBS版）

小城藩
- 鍋島元武：長門裕之（第29部 - 第30部）
- 下川三省：伊藤昌一（29部）…劇中では下川文蔵。

福江藩
- 五島盛佳：高野真二（第5部）
- 五島安里：小林かおり（第5部）
- 玉ノ浦三左衛門：松本克平（第5部）
- 玉ノ浦朝勇：夏八木勲（第5部）
- 玉ノ浦朝英：横内正（第5部）

平戸藩
- 松浦重信：不破潤（第3部）
- 松浦棟：清川新吾（第18部）
- 亀千代：中尾英雄（第18部）
- お登世の方：八神康子（第18部）
- 田上作左衛門：早川雄三（第3部）
- 浦上助左衛門：高城淳一（第18部）
- 浦上由紀：浜田朱里（第18部）
- 深見辰馬：夏夕介（第18部）
- 田島左衛門：武内亨（かげろう忍法帖）

島原藩
- 樫村左門：夏八木勲（第24部）
- 樫村千佳：藤原まゆか（第24部）
- 風見朝之進：江藤潤（第26部）
- 風見きく：藤吉久美子（第26部）
- 早坂帯刀：溝田繁（第26部）
- 香月長一郎：松田優（第26部）
- 香月信次郎：青井敏之（第26部）

長崎奉行
- 安藤図書：穂高稔（かげろう忍法帖）
- 橋場善明：篠塚勝（第39部）
- 橋場大二郎：徳重聡（第39部）

カピタン
- シーベルト：ギアンナ・カラバイン（第22部）
- レミー･ホースト：シモン･カシュナー（第35部）

肥後国
熊本藩
- 細川綱利：中村錦司（3部）、高野真二（6部）、水上保広（21部）、堀内正美（30部）、菊地聡（35部）、国広富之（BS-TBS版）
- 細川琴：喜多川美佳（3部）、大西結花（21部）
- 吉姫：吉本実憂（BS-TBS版）
- お豊の方：八神康子（21部）
- 十時新太郎：清水綋治（3部）
- 衣笠清兵衛：小笠原良知（6部）
- 衣笠きく：入江若葉（6部）
- 衣笠三之丞：多田和生（6部）
- 山崎左近：下元勉（13部）
- 山崎菊野：新藤恵美（13部）
- 山崎庄太：蔵下輝美（13部）
- 浜路：原田英子（13部）
- 本田十次郎：入江慎也（13部）
- 岡部彦太夫：溝田繁（21部）
- 三枝市之丞：江藤潤（24部）
- 三枝菊江：岩本千春（24部）
- 立花大炊介：入江正徳（24部）
- 松井直充：大久保祥太郎（35部）
- 堀平左衛門：鈴木瑞穂（35部）
- 田原三太夫：多賀勝一（BS-TBS版）
- 大友源太：飯島寛騎（BS-TBS版）
- 大友早紀：水野久美（BS-TBS版）

人吉藩
- 相良頼喬：菅野菜保之（6部）、武井三二（かげろう忍法帖）
- 水木市之進：横内正（6部）
- 水木縫：松原智恵子（6部）
- 水木世津：宝生あやこ（6部）
- 直助：北村英三（6部）
- 倉持左左衛門：高桐真（20部）
- 宗方数馬：荒木しげる（20部）
- 宗方世津：長谷川稀世（20部）
- 宗方小太郎：布施優一郎（20部）
- 平野仁左衛門：疋田泰盛（21部）
- 谷村小一郎：石田信之（23部）
- 谷村しのぶ：本阿弥周子（23部）
- 谷村小三郎：三品守（23部）
- 又平：坂上二郎（23部）
- 吉田忠兵衛：高桐真（26部）
- 高田平蔵：伊藤孝雄（26部）
- 高田花：三井ゆり（26部）

日向国
延岡藩
- 大島将監：志摩靖彦（8部）
- 榊原外記：江並隆（13部）
- 島本蘭山：大山勝巳（13部）
- 相良陣内：荒木しげる（26部）
- 萩野信吾：松井誠（26部）
- 萩野菊江：丸山真歩（26部）
- 金森仁左衛門：高城淳一（26部）
- 香田達之進：勝野洋（30部）
- 川上真左衛門：石田信之（30部）
- 川上加乃：田中由美子（30部）
- 佐伯甚左衛門：上杉祥三（39部）
- 佐伯千草：森迫永依（39部）
- 平岡信之介：宮澤寿（39部）

高鍋藩
- 高木将監：峰祐介（第24部）

佐土原藩
- 島津惟久：西園寺章雄（第20部）

飫肥藩
- 伊東祐由：真那胡敬二（39部）
- 伊東祐実：黒部幸英（39部）
- 貴和：若村麻由美（39部）
- 田宮凌斎：片桐竜次（35部）
- 大木八郎：渋谷哲平（35部）
- 林周庵：島田順司（35部）
- 高橋又五郎：大森貴人（35部）
- 三木広太郎：柴田善行（35部）
- 吉田清左衛門：辻萬長（39部）
- 吉田志津：長谷川真弓（39部）
- 吉田千鶴：伊藤未希（39部）
- 山崎新伍：斎藤工（39部）

薩摩国
薩摩藩
- 島津光久：細川俊夫（3部）
- 島津綱貴：太田博之（6部）、清川新吾（13部）、伊庭剛（24部）、竹脇無我（1000回記念スペシャル）、篠塚勝（41部）、榎木孝明（BS-TBS版）
- 島津吉貴：山田克二（13部）
- 島津綱政：森田健作（13部）
- 浄岸院：鳥居恵子（6部、8部）
- お蘭の方：奈良富士子（24部）
- 桂三左衛門：宇佐美淳（3部）
- 司馬丹兵衛：佐々木孝丸（3部）
- 司馬丹三郎：高森玄（3部）
- 小松将監：宇佐美淳（6部）
- 弟子丸左源太：西郷輝彦（6部）
- 弟子丸千枝：山口いづみ（6部）
- 市橋：沢村貞子（6部）
- 脇田頼母：中村錦司（8部）
- 脇田綾乃：磯野洋子（8部）
- 加治木孫兵衛：東大二朗（8部）
- 伊集院源八郎：田村亮（8部）
- 有村蔵之助：中村竹弥（13部）
- 有村大三郎：伊吹剛（13部）
- 仙波小太郎：小林芳宏（13部）
- 二階堂由利：神保美喜（13部）
- 有村俊之介：永井秀和（20部）
- 有村桜子：鶴田さやか（20部）
- 幸助：坂上二郎（20部）
- 竹森隼人介：近藤洋介（22部）
- 竹森以弥：志乃原良子（22部）
- 有馬綾乃：鳳八千代（22部）
- 有馬道之進：夏夕介（22部）
- 有馬琴江：岩崎ひろみ（22部）
- 伊織頼母：久米明（24部）
- 伊織靜香：伊織靜香（24部）
- 乾敬馬：円谷浩（24部）
- 桂木隼人：佐野圭亮（24部）
- 園部掃部：田中弘史（26部）
- 武居作之丞：神山寛（26部）
- 武居琴江：宮田圭子（26部）
- 武居啓四郎：若山騎一郎（26部）
- 武居奈津：八木さおり（26部）
- 加治木次郎左衛門：児玉謙次（26部）
- 平松勘兵衛：横内正（1000回記念スペシャル）
- 結城七十郎：桑原和生（1000回記念スペシャル）
- 結城松：山口いづみ（1000回記念スペシャル）
- 網野甚内：伊吹吾郎（35部）
- 橘喜世：高以亜希子（35部）
- 橘路之助：浅利陽介（35部）
- 菊村静山：水上保広（39部）
- 菊村数馬：大沢健（39部）
- 菊村千代：菊地美香（39部）
- 又吉：赤塚真人（39部）
- 湯浅蔵人：田宮五郎（39部）
- 町田勘解由：小沢象（41部）
- 町田綾：真由子（41部）
- 東条鉄斎：大林丈史（41部）
- 東条隼斗：市瀬秀和（41部）
- 東条三春：寺田有希（41部）
- 久保源右衛門：多々納斉（BS-TBS版）
- 久保正四郎：神尾佑（BS-TBS版）

### 公家の主要人物
- 今出川公規：有島一郎（第10部）、加賀邦男（第18部）・・・劇中では菊亭左大臣。
- 梅小路定矩：有島一郎（第16部）、武内亨（第23部）・・・劇中では梅小路大納言。
- 近衛基熙：下塚誠（第30部）、水上保広（第42部）
- 綾小路久麿：津村鷹志（第26部）
- 堀川厚信：村野武範（第30部）
- 富小路実秋：金田龍之介（第38部）
- 九條良房：中村梅雀（第38部）

## 明国
- 玉蘭公主：村地弘美（第5部）
- 張畝中：野口貴史（第5部）
- 鄭修心：成瀬正孝（第5部）

## 清国使節団
- 麗花（お梅）：娃娃（第18部）
- 彩慶：マリアン（第18部）

## その他の歴史上実在した人物
- 大橋宗桂：佐々木孝丸（第2部）
- 隆光：波田久夫（第2部）、原口剛（第29部、2015年スペシャル）、麿赤兒（第39部 - 第41部、最終回スペシャル）
- 尾形乾山：近藤洋介（第9部）・・・劇中では権平。
- 左甚五郎：仲本工事（第19部）、芦屋雁之助（第20部）、左とん平（第22部）
- 中村傳九郎：中村錦司（第19部）・・・劇中では中村勘三郎。
- 松尾芭蕉：佐川満男（第29部 - 第30部）、堺正章（第40部）
- 河合曾良：石田信之（第29部）、田宮五郎（第40部）
- エンゲルベルト・ケンペル：ケント・ギルバート（第29部 - 第30部）
- 東皐心越：山田吾一（第29部）
- 井原西鶴：湯原昌幸（第30部）
- 近松門左衛門：桂文枝（第30部）、松尾貴史（第42部）
- 竹本義太夫：髙田次郎（第30部）
- 芳澤あやめ：市川九團次（第30部）
- 菊岡如幻：小池榮（第31部）
- 淀屋辰五郎：山口崇（第31部、1000回記念スペシャル）
- 紀伊國屋文左衛門：森繁久彌（1000回記念スペシャル）、長門裕之（ナショナル劇場50周年特別企画記念スペシャル）、中村敦夫（第37部）、江守徹（第41部）、津川雅彦（2015年スペシャル）
- 伊藤仁斎：大和田伸也（1000回記念スペシャル）
- 高尾太夫：立原麻衣（第32部）、野田よしこ（第37部）、純名里沙（第39部）
- 菱川師宣：佐川満男（第33部）
- 三浦屋四郎左衛門：深水三章（第39部）
- 古畑権兵衛：前田吟（第42部）
- 武蔵坊弁慶：大川良太郎（第43部）
- 源義経：竜小太郎（第43部）

## 旅のお供とその関係者
- 堀越菊江（お菊）：伊藤栄子（第2部）
  - 堀越新之丞：村井國夫（第2部）
  - 堀越栄二郎：中村敦夫（第2部）
  - 山岡大次郎（堀越兄妹の義兄）：御木本伸介（第2部）
  - 山岡の妻・おまき（堀越兄妹の姉）：川口敦子（第2部）
- 弥生：大原麗子（第2部）
  - 榊原帯刀：野々村潔（第2部）
  - 高崎一之進：中尾彬（第2部）
- 山田左膳（石塚清雅）：中丸忠雄（第4部）
  - 久美：有川由紀（第4部）
  - 水谷茂十郎：五味龍太郎（第4部）
- 安里姫：小林かおり（第5部）
  - 安里姫の関係者は福江藩参照
- お春：村地弘美（第7部）
  - 松前屋太兵衛：増田順司（第7部）
  - お秋：松原智恵子（第7部）
- 志乃：山口いづみ（第9部）
- お美代：清水久美子（第11部）
  - 義助：柳谷寛（第11部）
  - 浜中弥太郎：あおい輝彦（第11部）
  - 浜中弥右衛門：有馬昌彦（第11部）
- 千鶴：伊藤和恵（第12部）
  - 千鶴の関係者については臼杵藩参照
- 柴田由紀：片山由香（第14部）
- 綾姫：片平なぎさ（第15部）
  - 笠井孫兵衛：浜田寅彦（第15部）
  - 笠井孫六：加藤大樹（第15部）
- 香織：鳥越まり（第16部）
- 本多弥生：山崎美貴（第17部）
  - 本多左京：中丸忠雄（第17部）
- 千春：長谷川真弓（第17部）
  - おつぎ：真木洋子（第17部）
- 麗花（お梅）：娃娃（第18部）
- 千鶴：安永亜衣（第19部）
- お鈴：山下志麻（第20部）
- 長左衛門：塚本信夫（第20部）
- おとよ：鮎川十糸子（第20部）
- お菊：藁谷友紀（第20部）
- 伊兵衛：早川保（第20部）
- お京：横田優花（第20部）
- おはま：泉晶子（第20部）
- お蝶：村田知栄子（第20部）
- 百合：中野みゆき（第22部）
- 音羽の小弥太：石野太呂字（第22部）
- 寛坊：西尾塁（第22部）
- 香織：古柴香織（第23部）
- 伊織靜香：伊織靜香（第24部）
- 伊織頼母：久米明（第24部）
- 源吾：横田凌祐（第30部）
- 良助：西田篤史（第30部）
- お菊：岡本舞（第30部）
- 松本昇山：ベンガル（第30部）
- お雪：加賀まりこ（第30部）
- 源左衛門：峰岸徹（第30部）
- 茜：酒井美紀（ナショナル劇場50周年記念スペシャル）
- 山内志保：小沢真珠（第38部）
  - 伊之助：山本圭（第38部）
  - 土屋道庵：田村亮（第38部）
- お千代：三津谷葉子（第40部）
- 新吉：伊澤柾樹（第41部）

## ご老公を取り巻く悪者たち
- 古川兵庫：露口茂（第1部）、奥深山新（BS-TBS版）
- お蝶：弓恵子（第1部）
- 横手右京介：神田隆（第1部）
- 比留間伝八郎：菅貫太郎（第2部）
- 筑後屋茂右ヱ門：武藤英司（第2部）
- 横山三之助：横森久（第2部）
- 津坂大膳：安部徹（第2部）
- 夜鴉の藤吉：中野誠也（第3部）
- 柘植の九郎太：成田三樹夫（第3部）、長谷川純（BS-TBS版）
- 島津左京：岡田英次（第3部）
- 天童玄蕃：郷鍈治（第4部）
- 山根武太夫：中村孝雄（第4部）
- 坂田源太夫：深江章喜（第4部）
- 高坂但馬：外山高士（第4部）
- 鉄羅漢玄竜：天津敏（第5部）、小沢仁志（BS-TBS版）
- 宍戸源之丞：中田博久（第5部）
- 宍戸源左衛門：安部徹（第5部）
- 伊賀崎道春：城所英夫（第8部）
- 金森壱岐：中丸忠雄（第8部）
- 加世田孫六：深江章喜（第8部）
- 覚全：藤岡重慶（第8部）
- 梓：杉本真智子（第8部）
- 重富弥一郎：高森玄（第8部）
- 重富内記：田中明夫（第8部）
- 森吉玄斉：新田昌玄（第9部）
- 舟越鉄馬：船戸順（第9部）
- 生保内甚四郎：北九州男（第9部）
- あざみ：牧れい（第9部）
- 熊一：阿波地大輔（第9部）
- 岡戸半兵衛：外山高士（第9部）
- 戸賀崎図書：鈴木瑞穂（第9部）
- 伊勢屋宗兵衛：田中明夫（第10部）
- 河内屋金兵衛：神田隆（第10部）
- 兵藤伝八郎：青木義朗（第10部）
- 今川式部大輔：横森久（第10部）
- 六条三位：蜷川幸雄（第10部）
- 櫛引源心：山本昌平（第11部）
- 伊兵衛：灰地順（第11部）
- 宮坂伝内：伊吹徹（第11部）
- 最上屋重兵衛：野口元夫（第11部）
- 高力将監：安部徹（第11部）
- 加賀谷徹心：山本昌平（第12部）
- 太崎余太夫：川辺久造（第12部）
- 三宅弥右衛門：幸田宗丸（第12部）
- 西尾勘兵衛：戸浦六宏（第12部）
- 本荘宗然：安部徹（第12部）
- 西国屋儀右衛門：嵯峨善兵（第12部）
- 大島内記：永井秀明（第12部）
- 稲葉征四郎：岡崎二朗（第12部）
- 梟の左源太：三浦浩一（第13部）
- 由美：白坂紀子（第13部）
- 平岩新兵衛：岸田森（第13部）
- 平岩麻：任田多岐（第13部）
- 日高存竜院：山本昌平（第13部）
- 日高ヤンボシ：福本清三（第13部）
- 浄法寺隼人：伊吹聰太朗（第14部）
- 熊：伊藤高（第14部）
- 寅：吉田豊明（第14部）
- 沼尻十郎太：大木正司（第14部）
- 沼尻五郎太：小野進也（第14部）
- 沼尻郡兵衛：大木実（第14部）
- 梶川関之助：北原義郎（第14部）
- 藤江左京：名和宏（第14部）
- 高森将監：岡田英次（第14部）
- 楯岡四郎太夫：深江章喜（第14部）
- 源八：原口剛（第14部）
- 青山玄真：内田勝正（第14部）
- 新堂の小南：市村昌治（第14部）
- 上野の鴉：伊吹徹（第14部）
- 直島壱岐：仲谷昇（第14部）
- お千：一柳みる（第15部）
- 玄海の鱶七：北九州男（第15部）
- 朽木伝十郎：石橋雅史（第15部）
- 仁兵衛：牧冬吉（第15部）
- 卍屋徳兵衛：田中明夫（第15部）
- 谷村十兵衛：睦五朗（第15部）
- 脇田兵部：玉川伊佐男（第15部）
- お牧の方：湖条千秋（第15部）
- 大野外記：須賀不二男（第15部）
- 竜神坊：市村昌治（第16部）
- 千丈坊：上野山功一（第16部）
- 玄妙：浜田晃（第16部）
- 玄心：石橋雅史（第16部）
- 田辺主水：滝田裕介（第16部）
- 戸賀崎将監：田中明夫（第16部）
- 城崎三位：菅貫太郎（第16部）
- 原田征四郎：大門正明（第16部）
- くれないお蓮：MEI（第17部）
- 赤谷の竜鬼：大前均（第17部）
- 黒谷の道鬼：内田勝正（第17部）
- 丹羽甚内：菅貫太郎（第17部）
- 南原軍次：山本清（第17部）
- 原田外記：名和宏（第17部）
- 緋竜：中村れい子（第18部）
- 青竜：浜田晃（第18部）
- 呑竜：北九州男（第18部）
- 天竺屋清兵衛：川合伸旺（第18部）
- 中本仁四郎：原口剛（第18部）
- 有賀監物：名和宏（第18部）
- 外崎図書：川辺久造（第18部）
- 一条三位：菅貫太郎（第18部）
- 丁字坊：志賀勝（第19部）
- 鳥海坊：佐藤京一（第19部）
- 鬼厳坊：山本昌平（第19部）
- 室川屋藤兵衛：菅貫太郎（第19部）
- 黒崎主膳：大木実（第19部）
- 烏帽子の熊五郎：藤岡重慶（第20部）
- 大藤屋：近藤準（第20部）
- 草間弾正：高城淳一（第20部）
- 笠間尚蔵：石山輝夫（第20部）
- 堺屋重兵衛：森幹太（第20部）
- 福原速水：菅貫太郎（第20部）
- 木嶋正膳：高野真二（第20部）
- 栃尾の鉄心：宮口二郎（第20部）
- 神尾九郎兵衛：滝田裕介（第20部）
- 古川織部：青山良彦（第20部）
- 呑竜：大前均（第21部）
- 青竜：内田勝正（第21部）
- 幻鬼：川合伸旺（第21部）
- 加倉井文介：宮口二郎（第21部）
- 大月監物：中丸忠雄（第21部）
- 首領：石橋雅史（第22部）
- 千丈坊：大前均（第22部）
- 竜神坊：内田勝正（第22部）
- くれないお蓮：芦川よしみ（第23部）
- 坊門従三位惟光：鹿内孝（第23部）
- 矢部悠斉：南原宏治（第23部）
- お濃の方：辻沢杏子（第23部）
- 大隅屋：沢竜二（第24部）
- 呉屋の羅刹：亀石征一郎（第24部）
- 呑竜：大前均（第24部）
- 阿久根重蔵：原口剛（第24部）
- 堂園弾正：名和宏（第24部）
- 西尾速水：吉田輝雄（第25部）
- 繁田九郎衛門：原口剛（第26部）
- 木本作治郎：大門正明（第27部）
- 奈良井主膳：江見俊太郎（第27部）
- 速水兵庫：木村栄（第29部）
- 茨木景渕：立川三貴（第31部）
- 八剣の十兵衛：由地慶伍（第31部）
- 朝倉弾正：栗塚旭（第31部）
- 万代右京亮：有川博（第32部）
- 三剣一風：長嶋一茂（1000回記念スペシャル）
- 桔梗：三浦理恵子（1000回記念スペシャル）
- 岩村主膳：川合伸旺（1000回記念スペシャル）
- 山下民部：内田勝正（1000回記念スペシャル）
- 西海屋甚左衛門：中山仁（第33部）
- 市兵衛：大河内浩（第33部）
- 関田作左衛門：樋浦勉（第33部）
- 横溝備後守：西田健（第33部）
- 馬渕監物：隆大介（第33部）
- 黒崎又兵衛：加納竜（第33部）
- 大沼軍太夫：林与一（第34部）
- 闇の布袋：遠藤太津朗（第35部）
- 北斗の桔梗：原史奈（第35部）
- 榊雷光：岡田正典（第35部）
- 元木典膳：栗塚旭（第35部）
- 飛竜：四方堂亘（第第35部）
- 呑龍：大至伸行（第35部）
- 臥竜：山本辰彦（第35部）
- 松村七左衛門：伊藤高（第35部）
- セーム・ジャンセン：ダンカン・ハミルトン（35部）
- 須藤義之介：森下哲夫（第35部）
- 喜平次：竜川剛（ナショナル劇場50周年記念特別企画スペシャル）
- 宮内源三郎：本宮泰風（ナショナル劇場50周年記念特別企画スペシャル）
- 大久保勘解由：中山仁（ナショナル劇場50周年記念特別企画スペシャル）
- 梓：巴理絵（第36部）
- 大貫屋藤七：田口計（第36部）
- 仙石主膳：磯部勉（第36部）
- 軍次：石倉英彦（第36部）
- 鬼面の藤造：西田良（第36部）
- 有賀屋重兵衛：小沢象（第36部）
- 安藤登之助：西田健（第37部）
- 大崎源蔵：三浦浩一（第37部）
- 西国屋八右衛門：小沢象（第38部）
- 曽根信兵衛：新藤栄作（第38部）
- 東北條基近：渋谷哲平（第38部）
- 風魔三郎：隆大介（第38部）
- 黒谷屋太兵衛：田口計（第38部）
- 鷺沼甚左衛門：中原丈雄（第38部）
- 永井左衛門：有川博（第39部）
- 寺田屋茂兵衛：石井愃一（第39部）
- 中川播磨介：若林豪（第40部）
- 東十条宗房：村野武範（第40部）
- 去風：佐藤仁哉（第40部）
- 枝角：及川いぞう（第40部）
- 森岡外記：北町嘉朗（第40部）
- 虚空無幻斎：大沢樹生（第41部）
- 中条典膳：亀石征一郎（第41部）
- 外海屋久右衛門：石田太郎（第41部）
- 大久保高次：川野太郎（第42部）
- 韮崎軍兵衛：大谷亮介（2015年スペシャル）
- 菊井善右衛門：田村亮（2015年スペシャル）
- 蛇骨の升六：中村嘉葎雄（BS-TBS版）
- 清水勘解由：寺田農（BS-TBS版）
- 桜井五郎蔵：川村進（BS-TBS版）

## 偽黄門一行
- 源吉：桜井センリ（第1部11話）
- 助三：石橋エータロー（第1部11話）
- にせ黄門：梅津栄（第2部29話）
- にせ助さん：東けんじ（第2部29話）
- にせ格さん：宮城けんじ（第2部29話）
- 六兵衛：多々良純（第5部1～2話）：他とは違い、刺客の目を欺くための囮役。
- 丑松：阿部希郎（第5部1～2話）
- 小六：小野武彦（第5部1～2話）
- 道具屋六兵衛：牟田悌三（第6部9話）
- 太吉：横山あきお（第6部9話）
- 庄太：三角八朗（第6部9話）
- 菊之丞：多々良純（第7部15話）
- 歌吉：小林勝彦（第7部15話）
- 梅八：倉丘伸太朗（第7部15話）
- 紋兵衛：玉川良一（第10部7話）
- 助十：うえだ峻（第10部7話）
- 大家因喬：西村晃（第12部8話）
- 市村格之丞：青空球児（第12部8話）
- 助三：青空好児（第12部8話）
- 松五郎：芦屋雁之助（第14部12話）
- 助八：桜木健一（第14部12話）
- 角次：岡本信人（第14部12話）
- 佐平：長門勇（第16部28話）
- 助造：桜木健一（第16部28話）
- 角助：赤塚真人（第16部28話）
- 喜兵衛：瀬川新蔵（第17部25～26話）
- 助造：三田村賢二（第17部25～26話）
- 角平：工藤堅太郎（第17部25～26話）
- 蒲田竜山：玉川良一（第18部24話）
- 六兵衛：うえだ峻（第18部24話）
- 紋兵衛：長門勇（第20部4話）
- 助三：うえだ峻（第20部4話）
- 角次：三田村賢二（第20部4話）
- 弥次：桜木健一（第20部32話）
- 喜多：高木ブー（第20部32話）
- 半助：小松政夫（第20部47話）
- 六兵衛：小松政夫（第21部1話）
- 助次：三田村賢二（第21部1話）
- 角三：井上茂（第21部1話）
- 笹岡彦兵衛：佐野浅夫（第21部14話）
- 放浪亭玉蔵：ポール牧（第23部9話）
- 助若：竹田高利（第23部9話）
- 角之丞：島田洋八（第23部9話）
- 道右衛門：小松政夫（1000回記念スペシャル）
- 市川光右衛門：笹野高史（第40部8話）
- 助八：北山雅康（第40部8話）
- 角兵衛：篠塚勝（第40部8話）

## 歴代レギュラー出演回数
第1部 - 第43部・ナショナル劇場40周年記念スペシャル（第24部第27話）・50周年記念特別企画スペシャル、放送1000回記念スペシャル、最終回スペシャル、2015年スペシャル、BS-TBS版の集計。

## 歴代ゲスト最多出演回数
第1部 - 第43部・劇場版・かげろう忍法帖、ナショナル劇場40周年記念スペシャル（第24部第27話）・50周年記念特別企画スペシャル、放送1000回記念スペシャル、最終回スペシャル、2015年スペシャルの集計。2015年6月現在。